# Liste der Stolpersteine in Berlin-Zehlendorf
Die Liste der Stolpersteine in Berlin-Zehlendorf enthält die Stolpersteine im Berliner Ortsteil Zehlendorf im Bezirk Steglitz-Zehlendorf, die an das Schicksal der Menschen erinnern sollen, die im Nationalsozialismus ermordet, deportiert, vertrieben oder in den Suizid getrieben wurden. Die Spalten der Tabelle sind selbsterklärend. Die Tabelle erfasst insgesamt 123 Stolpersteine und eine Stolperschwelle. Teilweise ist die Liste sortierbar; die Grundsortierung erfolgt alphabetisch nach dem Familiennamen.

## Stolperschwelle
Die bisher in Berlin-Zehlendorf verlegte Stolperschwelle:
| Bild | Standort          | Lage | Verlegedatum  | Erläuterung          |
| ---- | ----------------- | ---- | ------------- | -------------------- |
|      | Hermannstraße 11A | Lage | 17. Feb. 2023 | Kinderheim Kapellner |

## Stolpersteine
| Bild | Name                        | Standort                   |      | Verlegedatum  | Leben |
| ---- | --------------------------- | -------------------------- | ---- | ------------- | --- |
|      | Harry Abraham               | Hermannstraße 11A          |      | 17. Feb. 2023 | Harry Abraham kam am 6. Februar 1929 in Berlin als Sohn der Johanna Abraham zur Welt. Sein Vater war der nichtjüdische Rudolf Jung. Harry wurde 1935 in Pankow eingeschult, 1939 lebte er im Kinderheim Kapellner in Zehlendorf, Hermannstraße 11. Er besuchte ab 30. Oktober 1940 die Klasse 5 einer Volksschule. Auf einer Karteikarte der Schule ist vermerkt, dass Harry in der Regensburger Straße 2 bei Nartelski wohnte. Dort lebte um die Zeit die alleinerziehende Käthe Nartelski mit ihrem Sohn Lothar, der 1920 geboren war. Möglich erscheint ein Pflegeverhältnis. Nach einem weiteren Vermerk soll die Mutter Johanna Abraham schon „ausgewandert“ sein. Harry beendete den Schulbesuch am 26. Juni 1942, danach sei er „abgewandert“. Seine letzte Anschrift in Berlin war Wilsnacker Straße 3. Dort befand sich die Privatschule der Jüdischen Gemeinde Berlin. Von dort wurde Harry am 10. Juli 1942 nach Theresienstadt deportiert. Auf der Transportliste steht hinter seinem Namen „Geltungsjude“, weil sein Vater nichtjüdisch war. Harry war der Einzige auf diesem Transport, der jünger als 50 Jahre war, fast alle anderen waren älter als 70 Jahre. Nach mehr als zwei Jahren in Theresienstadt wurde Harry Abraham am 16. Oktober 1944 nach Auschwitz deportiert und ermordet. Er wurde nur 15 Jahre alt. |
|      | Ruth-Rosa Benjamin          | Schmarjestraße 9b          | Lage | 7. März 2009  | Ruth Rosa Brandt kam am 10. November 1901 in Pleschen/Posen als Tochter des Isidor Brandt und seiner Frau Sophie geborene London zur Welt. Sie heiratete 1925 in Berlin den Kaufmann Herbert Benjamin, der im Zeitpunkt der Heirat in der Chausseestraße 57 wohnte. Dorthin zog auch Ruth Rosa, bis beide 1935 nach Niederschöneweide in die Hainstraße 15 zogen. Ihr Mann Herbert arbeitete damals als Vertreter. 1939 wohnten sie getrennt: Ruth Rosa in Zehlendorf, Elsestraße 9 b, und Herbert in der Schönhauser Allee 127. Später lebten sie zusammen in der Waitzstraße 6 bei Kiewe, und die letzte Anschrift vor der Deportation war Duisburger Straße 6. Am 15. August 1942 wurden Ruth Rosa Benjamin und Herbert Benjamin zusammen nach Riga deportiert, ihre Namen stehen untereinander. Alle Personen dieses Transports wurden unmittelbar nach ihrer Ankunft in Riga in den Wäldern von Rumbula erschossen. |
|      | Ernst Bernhard              | Sophie-Charlotte-Straße 18 | Lage | 15. Nov. 2019 | Ernst Alfred Bernhard kam am 29. Dezember 1884 in Berlin als Sohn des Kaufmanns Heinrich Bernhard und seiner Frau Julie geborene Lewin zur Welt. Seine älteren Schwestern waren Zerline (1878) und Martha (1882), seine jüngeren Brüder waren Berthold Franz (1880) und Saul Siegfried (1887). Nach dem Abitur studierte Ernst Bernhard Volkswirtschaftslehre und wurde promoviert. 1919 heiratete er die Lehrerin Eva Louise Jaffé, ihre erste Wohnung war in der Orber Straße 9 in Wilmersdorf. Liliana Paula genannt Lilly wurde 1920 geboren, Ulli 1922 und 1929 ein weiterer Sohn. Die Familie zog 1934 in die Cunostraße 58 und später in die Sophie-Charlotte-Straße 18 nach Zehlendorf. 1934 entschloss sich die Familie zur Flucht nach Belgien. Nach dem Einmarsch der Wehrmacht im Mai 1940 in Belgien wurden Ernst und Eva Bernhard verhaftet und über die Lager St. Cyprien und Drancy am 10. August 1942 in das KZ Auschwitz deportiert. Alle drei Kinder überlebten. Der Stolperstein für Ernst Bernhard wurde ursprünglich am 12. Mai 2011 verlegt (Foto des damals verlegten Steins). Eine neue Version des Steins wurde dann am 15. November 2019 eingesetzt. |
|      | Eva Bernhard                | Sophie-Charlotte-Straße 18 | Lage | 15. Nov. 2019 | Eva Louise Jaffé kam am 6. Juni 1890 in Berlin als Tochter des Maximilian Jaffé und seiner Frau Anna Paulina geborene Mayer zur Welt. Sie wurde Lehrerin und heiratete 1919 in Berlin den Geschäftsführer Dr. Ernst Bernhard. Das Paar zog in die Orber Straße 9 in Wilmersdorf, sie hatten die Kinder Liliana Paula genannt Lilly 1920, Ulli 1922 und ein weiterer Sohn 1929. Die Familie zog 1934 in die Cunostraße 58 und später in die Sophie-Charlotte-Straße 18 nach Zehlendorf. 1934 entschloss sich die Familie zur Flucht nach Belgien. Nach dem Einmarsch der Wehrmacht im Mai 1940 in Belgien wurden Eva und Ernst Bernhard verhaftet, über die Lager St. Cyprien und Drancy am 10. August 1942 in das KZ Auschwitz deportiert. Alle drei Kinder überlebten. Der Stolperstein für Eva Bernhard wurde ursprünglich am 12. Mai 2011 verlegt (Foto des damals verlegten Steins). Eine neue Version des Steins wurde dann am 15. November 2019 eingesetzt. |
|      | Emil Block                  | Schweitzerstraße 27        | Lage | 9. Nov. 2014  | Emil Block kam am 12. Juni 1878 in Berlin als Sohn des Siegbert Block und seiner Frau Ida geboren Lucka zur Welt. Er war Bankbeamter, als er 1920 Käthe Landé heiratete. 1925 reisten sie zusammen mit der unverheirateten Schwester von Käthe Landé, Anna Landé, mit dem Schiff von Hamburg nach Genua. Das Paar wohnte zunächst in der Spichernstraße und in der Landhausstraße, bis es 1937 in die Schweitzerstraße 27 nach Zehlendorf ins eigene Haus zog. Da war Emil Block schon Bankprokurist. Die Schwester seiner Frau, Anna Elisabeth Landé, zog zu ihnen. Am 17. November 1941 wurden Käthe und Emil Block zusammen mit Anna Landé nach Kowno deportiert und dort am 25. November 1941 im Fort IX ermordet. |
|      | Kaethe Block                | Schweitzerstraße 27        | Lage | 9. Nov. 2014  | Käthe Landé kam am 9. November 1890 in Berlin als Tochter des Bankdirektors Otto David Landé und seiner Frau Wally geborene Landé zur Welt, sie hatte eine jüngere Schwester Anna (1895). Die Familie gehörte der evangelischen Kirche an. 1920 heiratete Käthe den Bankbeamten Emil Block, sie wohnten in der Spichernstraße und der Landhausstraße, bis sie 1937 nach Zehlendorf in die Schweitzerstraße 27 ins eigene Haus zogen. Ihre Schwester Anna zog zu ihnen nach Zehlendorf. Am 17. November 1941 wurden Käthe und Emil Block zusammen mit Anna Landé nach Kowno deportiert und dort am 25. November 1941 im Fort IX ermordet. |
|      | Klara Blumenfeld            | Prinz-Handjery-Straße 76   | Lage | 27. März 2015 | Klara Nussbaum kam am 5. August 1855 (nicht 1856) in Frankfurt/Main als Tochter des Handelsmannes Moses Nussbaum und seiner Frau Sara geborene Mandelbaum zur Welt. Sie hatte eine jüngere Schwester Berta, die 1857 geboren war. Klara heiratete 1876 Salomon Sally Blumenfeld (* 1844) und zog zu ihm nach Hannover. Der Sohn Henry Hirsch Blumenfeld kam am 17. März 1878 in Hannover zur Welt, es folgten ein Sohn Julius und eine Tochter Suse. Anfang des 20. Jahrhunderts zog die Familie nach Berlin, wo Sally Blumenfeld die Firma Sally Blumenfeld, Export und Kommission von Häuten und Fellen, gründete, die nach Sallys Tod die Söhne Henry und Julius fortführten. Henry heiratete 1912 Regina Henriette Burchardt, sie lebten damals in Siegmundshof 5, dort wurde auch die Tochter Stefanie am 12. Mai 1914 geboren. Hier lebte auch Klara Blumenfeld, bis sie 1939 ausziehen und in die Prinz-Handjery-Straße 76 nach Zehlendorf ziehen musste. Später zog sie in das Jüdische Siechenheim in der Auguststraße 10/16. Von dort wurde sie am 28. Mai 1943 mit weiteren 197 Bewohnern des Heims nach Theresienstadt deportiert, wo sie am 2. August 1943 ermordet wurde. Ihr Sohn Henry und seine Frau Regina flohen in die Niederlande, wurden dort verhaftet und über das Sammellager Westerbork am 10. August 1942 in das KZ Auschwitz deportiert, Regina wurde am 12. August 1942 ermordet, Henry am 30. September 1942. Ihre Tochter Stefanie hatte Kurt Abraham geheiratet und war mit ihm nach La Paz, Bolivien, emigriert. Sie starb 1997. |
|      | Ursel Blumenreich           | Am Lappjagen 46            |      | 24. Mai 2014  | Ursel Blumenreich kam am 24. August 1921 in Stettin als Tochter des Textilhandelsvertreters Arthur Blumenreich und seiner Frau Emmi geborene Weiss zur Welt. Sie hatte eine Schwester Eva, die am 20. Mai 1919 geboren war. Ursel Blumenreich zog nach Berlin, um Sprachen zu studieren und wohnte 1938 in Zehlendorf Am Lappjagen 46. Sie musste noch in die Innsbrucker Straße 54 zu Wolfsohn als Untermieterin ziehen, von dort wurde sie am 26. Februar 1943 in das KZ Auschwitz deportiert und zu einem unbekannten Zeitpunkt ermordet. Ihr Vater Arthur wurde am 6. März 1943 nach Auschwitz deportiert, ihre Schwester Eva verheiratete Oberlaender am 12. März 1943. |
|      | Georg Bock                  | Mühlenstraße 10            |      | 14. Mai 2013  | Georg Bock kam am 29. Januar 1878 in Kattowitz als Sohn des Isaac Bock und seiner Frau zur Welt. Er wurde Kaufmann und heiratete Guste Gutherz. Die Tochter Edit Johanna wurde am 16. März 1906 geboren, es folgte der Sohn Walter Erich am 24. Mai 1912 in Kattowitz. Ab 1923 lebte die Familie in Zehlendorf, Mühlenstraße 10, im eigenen Haus. Georg Bock war Inhaber der Firma E.Nacks Nachfolger, einem Eisengroßhandel. Ab 1928 lebte die Familie in der Prinzregentenstraße 93, das Haus Mühlenstraße hatte Georg Bock verkauft. Sein Sohn Walter Erich studierte von Oktober 1931 bis April 1933 an der Friedrich-Wilhelms-Universität in Berlin Medizin. Die Tochter Edit Johanna heiratete Georg Joel und emigrierte mit ihm nach Palästina, wo am 26. Juli 1940 Dan Cham geboren wurde. Georg Bock emigrierte am 1. Januar 1938 nach Prag, seine Frau Guste blieb in der Prinzregentenstraße 93 wohnen. Von Prag wurde Georg Bock am 26. Oktober 1941 nach Litzmannstadt deportiert, er wandte sich von dort mit Briefen an seine Familie. Sein Todesdatum ist unbekannt. Seine Frau Guste wurde am 19. Januar 1942 nach Riga deportiert, auch ihr Todesdatum ist unbekannt. Walter Bock konnte nach Mexiko entkommen. |
|      | Karoline Ernestine Calamaro | Machnower Straße 29        |      | 1. Okt. 2024  | |
|      | Leon Calamaro               | Machnower Straße 29        |      | 1. Okt. 2024  | |
|      | Sonjia Fortouni Calamaro    | Machnower Straße 29        |      | 1. Okt. 2024  | |
|      | Sylvio David Calamaro       | Machnower Straße 29        |      | 1. Okt. 2024  | |
|      | Hermann Clajus              | Schützallee 45             | Lage | 7. März 2009  | Finanziert wurde der Stolperstein von der SPD Zehlendorf. |
|      | Paula Cohn                  | Schrockstraße 8            |      | 18. Juni 2012 | Paula Mathilde Jendritzky kam am 8. Dezember 1880 in Königsberg als Tochter des nichtjüdischen Carl Jendritzky und seiner jüdischen Frau Anna geborene Rosenthal zur Welt. Sie hatte zwei Brüder: Carl Leopold (1879) und Hans (1882). Die Familie war evangelischen Glaubens. Paula heiratete 1903 in Königsberg den Ingenieur Dr. Paul Cohn, der wie sie in Königsberg geboren war (31. Mai 1868) und ebenfalls evangelisch getauft war. Seit 1905 lebte das Paar in Berlin, Anfang der 1930er Jahre wohnte es in der Niebuhrstraße 67, ab 1935 in der Wiesbadener Straße 17 in Friedenau und ab 1938 in Zehlendorf in der Schrockstraße 8. Der Eigentümer des Hauses Schrockstraße 8, Oswald Freund, war Jude und Ingenieur und vermutlich mit Paul Cohn befreundet; als Paul Cohn nämlich am 26. August 1938 starb, zeigte Oswald Freund den Sterbefall beim Standesamt an. Oswald Freund konnte mit seiner Frau Anna geborene Misch in die USA fliehen. Die verwitwete Paula Cohn musste noch in die Konstanzer Straße 3 ziehen, von dort wurde sie am 13. Januar 1943 nach Theresienstadt deportiert und am 23. Januar 1943 weiter in das KZ Auschwitz, wo sie vermutlich sofort ermordet wurde. |
|      | Elsbeth Cramer              | Argentinische Allee 40     | Lage | 2. Nov. 2014  | Elsbeth Cramer kam am 24. April 1871 in Brandenburg an der Havel als Tochter des Fabrikbesitzers Moritz Cramer und seiner Frau Emma geborene Lachs zur Welt. Ihre Geschwister waren: Hans Siegfried (1872), Ernst (1873), Margarete (1875) und Toni (1879). Bei der Volkszählung 1939 befand sie sich in der Landesanstalt Eberswalde. Sie hielt sich später in Zehlendorf in der Heilanstalt Waldfrieden in der Argentinischen Allee 40 auf. Von hier wurde sie am 19. Juli 1940 im Rahmen der Aktion T4 zuerst in die Heil- und Pflegeanstalt Berlin-Buch deportiert und am selben Tag nach Brandenburg/Havel in die dortige Tötungsanstalt. Unmittelbar nach der Ankunft mussten sich alle Personen entkleiden und wurden sofort in einer dort errichteten Gaskammer vergast. Ihre Geschwister konnten alle entkommen. |
|      | Fritz Demuth                | Onkel-Tom-Straße 91        | Lage | 1. Dez. 2005  | Fritz Demuth kam am 29. April 1892 in Berlin als Sohn des Kaufmanns Felix Demuth und seiner Frau Agnes geborene Goldstein zur Welt. Fritz wurde in früher Jugend evangelisch getauft. Nach dem Schulabschluss studierte er Medizin in München, Berlin und Heidelberg und wurde promoviert. Er kämpfte im Ersten Weltkrieg und erhielt 1919 die Approbation. Danach arbeitete er als Assistenzarzt am Kaiserin-Auguste-Viktoria-Haus im Heubnerweg. 1926 ließ er sich als Kinderarzt in Berlin nieder, seine Praxis befand sich in seiner Privatwohnung Am Fischtal 36. Parallel dazu war er in der Forschung über Gewebezüchtung tätig. Neben seiner medizinischen Tätigkeit spielte er Geige auf hohem Niveau, auch in Streichquartetten. Er war mit Ernst Krenek befreundet. 1929 heiratete Fritz Demuth die nichtjüdische Agnes Auguste Charlotte Hagemeister geborene Schuffelhauer, die ihren Sohn Karl Dirk mit in die Ehe brachte. Der Sohn Fritz Anton kam am 19. Juni 1930 zur Welt. Fritz Demuth richtete sich eine neue Praxis in der Onkel-Tom-Straße 91 ein, in der er bis zur Emigration praktizierte. Obwohl er im Ersten Weltkrieg gekämpft hatte und in privilegierter Mischehe lebte, wurde ihm die Kassenzulassung 1938 entzogen. Vom 10. November 1938 bis zum 16. Dezember 1938 war Fritz Demuth im KZ Sachsenhausen interniert. Am 29. März 1939 emigrierte er in die Niederlande, seine Familie konnte nachkommen. Durch Unterstützung der Rockefeller-Foundation konnte er an der Universität Utrecht seine Forschung wieder aufnehmen. Nach dem Einmarsch der Wehrmacht in den Niederlanden wurde Fritz Demuth verhaftet und über das Sammellager Westerbork am 5. April 1944 in das KZ Auschwitz deportiert. Am 8. April 1944 wurde er ermordet. Seine Frau starb 1967 in Utrecht, sein Sohn heiratete Dora Scholtus und starb 2014 auch in den Niederlanden. Der Stolperstein für Fritz Demuth war der erste Stolperstein, der auf Initiative des Projekts Stolpersteine im Evangelischen Kirchenkreis Teltow-Zehlendorf verlegt wurde. |
|      | Bertha Dessauer             | Onkel-Tom-Straße 77        | Lage | 2. Juli 2010  | Bertha Fleischmann kam am 31. Mai 1887 (und nicht 1889) in Berlin als Tochter des Fleischermeisters Isidor Fleischmann und seiner Frau Selma geborene Schwalbe zur Welt. 1909 heiratete sie Eduard Erich Lehmann, die Ehe wurde 1915 geschieden. 1920 heiratete sie den Apotheker Dr. Hugo Dessauer. Hans-Joachim wurde am 19. Januar 1921 geboren und Rosemarie Brigitte am 27. Juli 1923. Beide Kinder wurden evangelisch getauft. Die Familie lebte in Lichterfelde in verschiedenen Wohnungen. Am 5. Mai 1932 wählte ihr Mann Dr. Hugo Dessauer den Tod durch Vergiftung. Bertha wohnte mit den Kindern fortan in der Finckensteinallee 120. 1936 wurde Bertha Dessauer von Pfarrer Praetorius getauft. Ab 1937 wohnte sie mir den Kindern in der Onkel-Tom-Straße 77. In diesem Jahr starb ihr Vater Isidor Fleischmann, sie erbte dessen beide Miethäuser in der Hohenstaufenstraße 12 und 68. Am 28. Juni 1943 wurde Bertha Dessauer mit ihrem Sohn Hans-Joachim in das KZ Auschwitz deportiert. Bertha Dessauer wurde zu einem unbekannten Zeitpunkt ermordet. Ihr Sohn Hans-Joachim musste noch im KZ-Außenlager Leitmeritz des KZs Flossenbürg vermutlich in einem Rüstungsbetrieb arbeiten. Er überlebte und emigrierte am 6. September 1946 in die USA. Dort wurde er Chemiker, heiratete Patsy und bekam die Kinder Debra Elaine (1955), Mark (1957) und Kim (1960). Sie lebten in Tennessee. Die Tochter Rosemarie überlebte im Untergrund unter dem Namen Maria Weber. Dabei halfen die Nachbarn Ernst und Erna Niquet, weitere Freunde sowie Pfarrer, die der bekennenden Kirche nahestanden. Am 19. September 1946 emigrierte sie in die USA. |
|      | Klara Durau                 | Eschershauser Weg 11       | Lage | 2. Nov. 2014  | Sara Klara Katz kam am 24. November 1871 in Tuchel/Westpreußen als Tochter des Glasers Tobias Katz und seiner Frau Lotte geborene Rabe zur Welt. Die Familie zog nach Berlin und Sara Klara Katz wurde Näherin. Sie heiratete 1893 den evangelischen Bürogehilfen und Buchhalter Emil Gustav Adolf Durau. Die Kinder wurden geboren: Gertrud am 27. Februar 1895, Josef Alex am 26. August 1897, Ida Rosalie Klara am 11. Januar 1903 und Charlotte am 22. September 1907. 1933 war Klara Durau schon Witwe und wohnte in Zehlendorf im Eschershauser Weg 11, einer Siedlung der Gagfah. Im Jahr 1938 beging Sara Klara Durau Suizid. |
|      | Hilda Ehrke                 | Clayallee 323              | Lage | 25. Sep. 2006 | Hilda Hoffmann kam am 17. April 1887 in Wien als Tochter des Leopold Hoffmann und seiner Frau Wilhelmine geborene Weigner zur Welt. Sie heiratete 1913 in Berlin den Postamtmann Richard Ehrke. Ab 1916 lebten sie in Zehlendorf, Hauptstraße 64, die Straße wurde später in Kronprinzenallee umbenannt und noch später in Clayallee. Das Paar soll zwei Kinder bekommen haben. Richard Ehrke starb 1934, Hilda Ehrke lebte bis zu ihrer Deportation am 23. Januar 1943 nach Ravensbrück in der Wohnung, in die sie 1916 mit ihrem Mann gezogen war. Aus dem KZ Ravensbrück wurde sie noch in das KZ Auschwitz deportiert, wo sie am 29. März 1943 ermordet wurde. |
|      | Freddie Eichen              | Berlepschstraße 4          |      | 12. Sep. 2007 | Freddie (Fredy) Eichen kam am 1. Mai 1939 in Berlin als Sohn von Heinz Eichen und seiner Frau Hildegard geborene Luster zur Welt. Am 28. Juli 1939 wurde er zusammen mit seinen Eltern nach Polen deportiert, da war er noch keine drei Monate alt. Alle drei wurden Opfer des Holocaust. |
|      | Heinz Eichen                | Berlepschstraße 4          |      | 12. Sep. 2007 | Heinz Eichen kam 1917 in Berlin als Sohn des Kürschnermeisters Max Mendel Eichen und dessen Frau Anna geborene Mattlatzki zur Welt. Er heiratete Hildegard Luster und zog zu ihr und ihren Eltern nach Zehlendorf in die Berlepschstraße 4. Der Sohn Freddie wurde am 1. Mai 1939 geboren. Heinz Eichen wurde mit seiner Frau Hildegard und dem Sohn Freddie am 28. Juli 1939 zwangsweise nach Polen abgeschoben, wo sie nach dem Einmarsch der Wehrmacht umkamen. |
|      | Hildegard Eichen            | Berlepschstraße 4          |      | 12. Sep. 2007 | Hildegard Luster kam am 31. August 1919 in Berlin als Tochter des Kaufmanns Chaim Isak Willy Luster und seiner Frau Franziska geborene Silbermann zur Welt. Ihre jüngere Schwester war Gerda Jeanette. Der Vater Willy Luster betrieb eine Mineralwasserfabrik, die Familie lebte seit langen Jahren in Zehlendorf, Berlepschstraße 4. Hildegard heiratete Heinz Eichen, der Sohn Freddie kam am 1. Mai 1939 auf die Welt. Hildegard wurde zusammen mit ihrem Mann Heinz und dem Sohn Freddie am 28. Juli 1939 zwangsweise nach Polen abgeschoben, wo sie nach dem Einmarsch der Wehrmacht umkamen. Ihre Schwester Gerda konnte sich nach England retten, ihre Eltern wurden im KZ Auschwitz ermordet. |
|      | Frieda Eliasberg            | Hochsitzweg 17             | Lage | 25. Sep. 2006 | Frieda Lurie kam am 26. Dezember 1886 in Minsk als Tochter des Leopold Lurie und seiner Frau Marie zur Welt. Sie hatte zwei Schwestern: Clara (1880) und Sonja. Sie zog nach Berlin und heiratete den Architekten Samuel Eliasberg. 1910 lebten sie in Charlottenburg in der Mommsenstraße 52, ab 1925 in der Aschaffenburger Straße 13. 1914 wurde der Sohn Alex geboren, später die Tochter Sophie. Die Familie galt als staatenlos. Ab Mitte der 1930er Jahre lebte die Familie in Zehlendorf Hochsitzweg 17 im eigenen Haus. Beiden Kindern gelang die Ausreise, Sophie hatte Henry Herrmann geheiratet und war mit ihm in die USA geflohen, Alex fuhr 1937 per Schiff nach New York und nahm den Familiennamen Harell an. Frieda und Samuel Eliasberg mussten am 2. Dezember 1940 als Untermieter zu Leiser in der Nürnberger Straße 66 ziehen. Von dort wurden sie am 2. April 1942 in das Ghetto von Warschau deportiert. Ihr Todesdatum ist unbekannt. Die Tochter von Sophie, Jacqueline Gourevitch, widmete ihren Großeltern je eine Gedenkseite bei Yad Vashem. |
|      | Samuel Eliasberg            | Hochsitzweg 17             | Lage | 25. Sep. 2006 | Samuel Eliasberg kam am 8. Juni 1875 in Pinsk, Grodno, Russland als Sohn des Moses Eliasberg und seiner Frau Rachel geborene Lurie zur Welt. Seine Brüder waren Aron (1879) und Jakob (1881). Samuel studierte an der Technischen Hochschule Riga und wurde Architekt, dann zog er mit seiner Familie nach Berlin. Er heiratete Frieda Lurie, 1910 lebten sie in Charlottenburg in der Mommsenstraße 52, ab 1925 in der Aschaffenburger Straße 13. Sie hatten zwei Kinder, Alex (* 1914) und Sophie. Die Familie war staatenlos. Ab Mitte der 1930er Jahre lebte die Familie in Zehlendorf Hochsitzweg 17 im eigenen Haus. Beiden Kindern gelang die Ausreise, Sophie hatte Henry Herrmann geheiratet und war mit ihm in die USA geflohen, Alex fuhr 1937 per Schiff nach New York und nahm den Familiennamen Harell an. Frieda und Samuel Eliasberg mussten am 2. Dezember 1940 als Untermieter zu Leiser in der Nürnberger Straße 66 ziehen. Von dort wurden sie am 2. April 1942 in das Ghetto von Warschau deportiert. Ihr Todesdatum ist unbekannt. Die Tochter von Sophie, Jacqueline Gourevitch, widmete ihren Großeltern je eine Gedenkseite bei Yad Vashem. |
|      | Elsbeth-Luise Epstein       | Argentinische Allee 20     | Lage | 9. Nov. 2014  | Elsbeth Else Luise Kohn kam am 22. März 1880 in Nürnberg als Tochter des Adolph Kohn und seiner Frau Anna zur Welt. Sie heiratete den Architekten und Königlichen Regierungsbaumeister Walther Leo Epstein. Die Tochter Annemarie wurde am 14. Oktober 1905 geboren. Walther Epstein baute von 1907 bis 1908 in der Argentinischen Allee 20 ein repräsentatives Haus für sich und seine Familie. Er starb 1918. Die Tochter Annemarie heiratete den Kunsthistoriker Julius Meier-Graefe, der 1934 starb. Annemarie Meier-Graefe erwarb das Haus La Banette in Saint-Cyr-sur-mer und lebte dort, bis sie 1941 in die USA emigrierte. Sie stellte das Haus ihrem Onkel Friedrich Epstein und Else Weil (ehemalige Ehefrau von Kurt Tucholsky) zur Verfügung. Elsbeth Epstein musste in die Kurfürstenstraße 115 umziehen. Am 24. Juni 1942 wurde sie nach Minsk deportiert und im Vernichtungslager Maly Trostinez ermordet. Ihre Tochter Annemarie heiratete nach dem Zweiten Weltkrieg in den USA Hermann Broch, den sie 1937 in Wien kennengelernt hatte. Annemarie Meier-Gräfe-Broch starb 1994 in ihrem Haus in Saint-Cyr-sur-mer. |
|      | Friedrich Epstein           | Argentinische Allee 20     | Lage | 14. Nov. 2015 | |
|      | Elli Fliess                 | Machnower Straße 79        |      | 22. Juni 2011 | Elli Charlotte Fliess kam am 5. Februar 1889 in Berlin als Tochter des Ludwig Fliess und seiner Frau Nadejda geborene Flatow zur Welt. Sie wurde Lehrerin und legte ihr Examen auf der Elisabeth-Schule für Lehrerinnen ab. 1906 ließ sie sich evangelisch taufen. Ihre Mutter war seit 1901 verwitwet und zog 1916 als Privatière aus der Levetzowstraße 23 in das „Landhaus Daheim“ in der Machnower Straße 79. Später zog auch Elli dorthin in die Drei-Zimmer-Wohnung mit Gartenbenutzung. Wegen des „Gesetzes über Mietverhältnisse mit Juden“ mussten Nadejda Fliess und ihre Tochter zum 1. Juli 1939 ausziehen und in die Judenwohnung IV bei Hirsch ziehen. Am 29. April 1941 starb Ellis Mutter Nadejda in der Niebuhrstraße 3 in Charlottenburg, Elli Fliess wurde am 13. Januar 1942 von dort nach Riga deportiert, wo sie zu einem unbekannten Zeitpunkt ermordet wurde. |
|      | Anna Friedberg              | Eschershauser Weg 15       | Lage | 2. Nov. 2014  | Anna Johanna Friedberg kam am 23. Juli 1872 in Berlin als Tochter des Landgerichtsrats Dr. iur. Otto Heinrich Friedberg und seiner Frau Angelika geborene Guhrauer zur Welt. Sie hatte eine 1875 geborene Schwester Martha. 1883 starb ihre Mutter, 1906 starben ihre Schwester und ihr Vater. Die Familie hatte bis dahin in der Nollendorfstraße 29/30 gewohnt, Anna zog als Privatière in die Nassauische Straße 26 Gartenhaus I. Anna Friedberg war vermutlich durch das Erbe ihrer Eltern wohlhabend, sie besaß ein Originalgemälde von Holbein, diverse Gegenstände aus Edelmetall, Wertpapiere und sie hatte eine Lebensversicherung abgeschlossen. 1930 war sie Wohlfahrtsbeamtin. 1933 zog sie in den Neubau Eschershauser Weg 15 d in Zehlendorf, der zu einer Siedlung der Gagfah gehörte. 1939 wohnte sie noch da, dann musste sie ausziehen und in eine Judenwohnung im Haus Kaiserallee 20, der heutigen Bundesallee, ziehen. Aus dieser Wohnung wurde sie mit weiteren fünf Personen am 21. Juli 1942 nach Theresienstadt deportiert. Hinter ihrem Namen auf der Deportationsliste steht „Ordner“. Aus Theresienstadt wurde sie am 21. September 1942 in das Vernichtungslager Treblinka deportiert und vermutlich sofort ermordet. Nach dem Ende des Zweiten Weltkriegs stellten Gerhard und Albert Guttstadt Wiedergutmachungsanträge. Sie waren auch die Erben nach ihrem Vater Friedrich Rudolf Guttstadt, für den ein Stolperstein im Reifträgerweg 19 in Nikolassee liegt. |
|      | Klaus Friedländer           | Claszeile 57               |      | 29. März 2017 | Klaus Friedländer kam am 22. Oktober 1934 in Berlin als Sohn des Isaak Friedländer und seiner Frau Edith geborene Gerlach zur Welt, er hatte eine jüngere Schwester Renate. Die Ehe seiner Eltern wurde 1939 geschieden, seine Mutter heiratete dann Kurt Borowsky. Dieser wurde mit Kriegsbeginn zur Wehrmacht eingezogen. Klaus‘ Mutter arbeitete halbtags bei Siemens. Im Frühjahr 1941 wurde er im Rahmen der Kinderlandverschickung in eine Einzelpflegestelle gegeben, wegen schlechten Betragens nach kurzer Zeit wieder zurückgeschickt. Das Jugendamt ordnete Fürsorgeerziehung an, so dass Klaus am 1. Januar 1942 in das „Haus Kinderschutz“ kam. Nach einer Zeit im Erziehungsheim „Grünes Haus“ in Tegel kam er ab Juli 1943 wieder ins „Haus Kinderschutz“. Von hier wurde er im Frühjahr 1944 in die Tötungsanstalt Hadamar gebracht. Im Rahmen des Euthanasieprogrammes wurde Klaus Friedländer am 27. März 1944 ermordet. Die offizielle Todesursache war „Lungenentzündung“. |
|      | Carl Fuchs                  | Argentinische Allee 4      | Lage | 9. Nov. 2014  | Carl Fuchs kam am 26. Juli 1869 in Wschowa/Fraustadt als Sohn des Victor Fuchs und seiner Frau Hermine geborene Lion zur Welt. Er wurde Kaufmann und heiratete Marie Schlesinger. Sie lebten in Fraustadt, die Töchter kamen zur Welt: Lotte Johanna am 7. August 1899 und Käthe am 27. Dezember 1903. Die Familie zog nach Berlin, wo Carl Fuchs Anfang/Mitte der 1920er Jahre ein Haus in der Beerenstraße 41 und ein Haus in der Grunewaldallee 4 (heute Argentinische Allee) in Zehlendorf erwarb. Die Tochter Käthe heiratete Erich Neumann und brachte die Tochter Liselotte 1927 zur Welt. Ihr Vater übereignete ihr das Haus in der Beerenstraße, wo sie mit ihrem Mann bis zur Scheidung wohnte. Carl Fuchs lebte mit seiner Frau, seinen Töchtern und der Enkeltochter weiter in der Argentinischen Allee 4, da war er schon Rentner. Alle fünf Personen mussten das Haus wegen der Nazirepressionen verlassen, sie zogen zusammen in die Lietzenburger Straße 22/23 vorne parterre. Von dort wurde Carl Fuchs mit seiner Frau am 26. August 1942 nach Theresienstadt deportiert, wo seine Frau am 8. Oktober 1942 starb und Carl Fuchs am 18. November 1942 ermordet wurde. |
|      | Lotte Johanna Fuchs         | Argentinische Allee 4      | Lage | 9. Nov. 2014  | Lotte Johanna Fuchs kam am 7. Auguste 1899 in Fraustadt als Tochter des Kaufmanns Carl Fuchs und seiner Frau Marie geborene Schlesinger zur Welt. Sie hatte eine jüngere Schwester Käthe. Die Familie zog in den 1920er Jahren nach Berlin, wo ihr Vater ein Haus in der Grunewaldallee in Zehlendorf (heute Argentinische Allee) kaufte. Ihre Schwester Käthe heiratete, bekam die Tochter Liselotte und wurde geschieden. 1938 lebten alle Familienangehörigen zusammen in der Argentinischen Allee 4. Sie mussten das Haus wegen der Nazirepressionen verlassen und zogen zusammen in die Lietzenburger Straße 22/23 vorne parterre. Von dort wurden ihre Eltern am 26. August 1942 nach Theresienstadt deportiert, Lotte musste vermutlich Zwangsarbeit leisten, bis sie am 9. März 1944 zusammen mit ihrer Schwester Käthe und deren Tochter Liselotte in das KZ Auschwitz deportiert wurde. Ihr Todesdatum ist unbekannt. |
|      | Marie Fuchs                 | Argentinische Allee 4      | Lage | 9. Nov. 2014  | Marie Alwine Schlesinger kam am 15. November 1875 in Breslau als Tochter des Karl Schlesinger und seiner Frau Lonny geborene Schlesinger zur Welt. Sie heiratete den Kaufmann Carl Fuchs und lebte mit ihm in Wschowa/Fraustadt. Die Töchter kamen zur Welt: Lotte Johanna am 7. August 1899 und Käthe am 27. Dezember 1903. Die Familie zog nach Berlin, wo Carl Fuchs Anfang/Mitte der 1920er Jahre ein Haus in der Grunewaldallee 4 (heute Argentinische Allee) in Zehlendorf erwarb. Die Tochter Käthe heiratete Erich Neumann und brachte die Tochter Liselotte 1927 zur Welt. Die Ehe wurde geschieden und Marie Fuchs lebte mit ihrem Mann, den Töchtern und der Enkeltochter weiter in der Argentinischen Allee 4. Alle fünf Personen mussten das Haus wegen der Nazirepressionen verlassen, sie zogen zusammen in die Lietzenburger Straße 22/23 vorne parterre. Von dort wurde Marie Fuchs mit ihrem Mann am 26. August 1942 nach Theresienstadt deportiert, wo Marie Fuchs am 8. Oktober 1942 ermordet wurde. Ihr Mann starb am 18. November 1942. |
|      | Hermann Gerber              | Wilskistraße 52b           | Lage | 2. Nov. 2014  | Hermann Gerber kam am 1. Juni 1877 in Schwetz/Weichsel/Westpreußen als Sohn des Isidor Gerber und seiner Frau Pauline geborene Panter zur Welt. Er wurde Kaufmann und zog nach Berlin. 1921 war er verwitwet und heiratete in zweiter Ehe Frieda Redlich, die am 17. Juli 1893 in Erfurt geboren war. Hermann Gerber betrieb einen Großhandel mit Knöpfen, speziell Büffelhornknöpfen. Hermann und Frieda Gerber lebten bis 1933 in der Grolmannstraße 9 und ab 1934 in Zehlendorf in der Schlieffenstraße 52 b, heute Wilskistraße. Das Haus Schlieffenstraße 52 b gehörte Frieda Gerber. 1938 wurde Hermann Gerber vorübergehend im KZ Buchenwald inhaftiert. Frieda Gerber starb 1942 an Tuberkulose. Ihr Mann Hermann Gerber musste noch in die Bozener Straße 3 umziehen, dort wählte er am 11. Juli 1942 die Flucht in den Tod, er starb an einer Schlafmittelvergiftung im Jüdischen Krankenhaus. |
|      | Elsa Gerson                 | Schützallee 45             | Lage | 25. Sep. 2006 | Elsa Gerson kam am 7. August 1880 in Seesen als Tochter des Lehrers Samuel Gerson und seiner Frau Rosa geborene Aron zur Welt. Ihre Mutter stammte aus Schwerin, wo ihre Eltern 1873 geheiratet hatten, die Familie lebte dann aber in Seesen, denn der Vater war hier als Lehrer tätig. Elsa hatte zwei Brüder: Ernst (1878) und Max (1874). Ihr Vater starb 1896, dann zog Elsa mit ihrer Mutter nach Schwerin. 1919 wurde sie dort bei der Volkszählung erfasst. Ihr Bruder Max, der Kaufmann geworden war, lebte seit 1933 in Zehlendorf in der Schützallee 45. Wann Elsa und ihr Bruder Ernst dorthin zogen, ist unklar, jedenfalls lebten sie im Mai 1939 dort. Als erster der Geschwister wurde Ernst am 27. Oktober 1941 nach Litzmannstadt deportiert, Elsa und Max mussten noch in die Uhlandstraße 194 ziehen. Von dort wurden sie am 28. März 1942 wurden nach Trawniki deportiert. |
|      | Ernst Gerson                | Schützallee 45             | Lage | 25. Sep. 2006 | Ernst Emil Gerson kam am 1. Februar 1878 in Seesen als Sohn des Lehrers Samuel Gerson und seiner Frau Rosa geborene Aron zur Welt. Seine Geschwister waren Max (1874) und Elsa (1880). 1896 starb sein Vater, dann zogen seine Mutter und Elsa nach Schwerin. Ernst Gerson wurde Handlungsgehilfe, 1939 lebten er und seine Schwester Elsa bei seinem Bruder Max in Berlin-Zehlendorf in der Schützallee 45. Er wurde als erster der Geschwister deportiert und zwar am 29. Oktober 1941 nach Litzmannstadt. Am 11. Januar 1942 wurde er ermordet. |
|      | Max Gerson                  | Schützallee 45             | Lage | 25. Sep. 2006 | Max Gerson kam am 3. Juni 1874 in Seesen als Sohn des Lehrers Samuel Gerson und seiner Frau Rosa geborene Aron zur Welt. Seine Mutter stammte aus Schwerin, wo seine Eltern 1873 geheiratet hatten, sie lebten dann aber in Seesen, denn sein Vater war hier als Lehrer tätig. Max hatte eine Schwester Elsa (1880) und einen Bruder Ernst (1878). Sein Vater starb 1896, dann zog Elsa mit ihrer Mutter nach Schwerin. Max, der Kaufmann geworden war, lebte seit 1933 in Zehlendorf in der Schützallee 45. Wann Elsa und ihr Bruder Ernst dorthin zogen, ist unklar, jedenfalls lebten sie im Mai 1939 dort. Als erster der Geschwister wurde Ernst am 27. Oktober 1941 nach Litzmannstadt deportiert, Elsa und Max mussten noch in die Uhlandstraße 194 ziehen. Von dort wurden sie am 28. März 1942 nach Trawniki deportiert, das Todesdatum von Max ist unbekannt. |
|      | Bruno Goetz                 | Am Fuchspaß 36             | Lage | 2. Nov. 2014  | Bruno Goetz kam am 20. Januar 1881 in Briesen/Westpreußen als Sohn des Markus Goetz und seiner Frau Jeanette geborene Cohn zur Welt. Er wurde Kaufmann und heiratete 1912 in Berlin Editha Alice Henriette Cohn. Bruno Goetz hatte eine Kohlengroßhandlung in Berlin-Zehlendorf, Clayallee 339. Privat wohnte das Paar in der Knesebeckstraße 76. Als der Bezirk Zehlendorf erschlossen wurde, erwarb Bruno Goetz den Neubau auf dem Grundstück Am Fuchspaß 36 im Jahr 1932 und zog mit seiner Frau dort ein. Unter den Repressionen des Naziregimes mussten sie ausziehen und in die Nestorstraße 6 nach Halensee ziehen. Das Paar stand schon auf der Deportationsliste nach Theresienstadt für den 26. Januar 1943, ihre Namen wurden jedoch gestrichen. Sie wurden am 2. Februar 1943 nach Theresienstadt deportiert. Bruno Goetz wurde dort am 27. April 1945 ermordet. Seine Frau Editha überlebte das Lager, zog erst nach Palästina und später in die USA. |
|      | Gertrud Goldmann            | Am Hegewinkel 108          |      | 6. Juli 2010  | Hedwig Gertrud Laboschin kam am 5. Dezember 1882 in Guben/Brandenburg als Tochter des Emil Laboschin und seiner Frau Philippine geborene Sklower zur Welt. Sie heiratete 1910 den Landrichter Dr. Ernst Selmar Goldmann. Sie wohnten in Berlin in der Witzlebenstraße 3 III, am 26. Februar 1917 wurde die Tochter Hilde Elisabeth geboren. Ihr Mann, der inzwischen Kammergerichtsrat geworden war, starb am 5. Mai 1930, Gertrud Goldmann zog nach Zehlendorf in ein eigenes Haus Am Hegewinkel 108. Ihre Tochter Hilde emigrierte nach England und heiratete 1938 William Dennis Elcock. Gertrud Goldmann musste noch in das Haus Am Stadtpark 3 nach Steglitz ziehen, von dort wurde sie am 2. April 1942 in das Ghetto Warschau deportiert und zu einem unbekannten Zeitpunkt ermordet. |
|      | Alice Goldschmidt           | Hermannstraße 11A          | Lage | 9. Nov. 2022  | Alice Goldschmidt wurde am 22. Oktober 1890 in Monsheim in eine jüdische Familie geboren. Ihr Vater war der Gemeindevorsteher Moses Goldschmitt (1843–1900) und ihre Mutter war dessen zweite Ehefrau Lina geborene Blum (1853–1931). Alice war die jüngste Tochter, ihre Schwestern waren Flora Goldschmidt (geboren am 22. März 1886; verheiratete Kapellner) und Julie Goldschmidt (geboren am 23. Mai 1887; verheiratete Mamber). Zusammen mit ihren Schwestern und ihrer Mutter lebte sie schätzungsweise ab Anfang oder Mitte der 1920er Jahre in Potsdam. 1939 gab sie zur Volkszählung die Hermannstraße 11 in Zehlendorf als Wohnsitz an, zusammen mit ihrer Schwester Flora betrieb sie dort ein jüdisches Kinderheim, nachdem Flora’s Ehemann Heinrich Kapellner Ende 1936 gestorben war. Das Kinderheim wurde vermutlich Anfang 1942 geschlossen, es erfolgte ein zwangsweiser Umzug zusammen mit der Familie Kapellner in die Hohenstaufenstraße 50 nach Schöneberg. Von dort wurde Alice Goldschmidt am 29. Januar 1943 zusammen mit Nora Kapellner, der älteren Tochter von Flora Kapellner, in das KZ Auschwitz deportiert und ermordet. Ihre Mutter Lina Goldschmitt wurde auf dem Jüdischen Friedhof in Potsdam beerdigt, das Grab ist erhalten. Ihre Schwester Julie Mamber wurde mit ihrem Ehemann Chaim Mamber zu einem unbekannten Datum aus Potsdam mit unbekannten Ziel deportiert und ermordet. |
|      | Arthur Jacques Goldschmidt  | Kleinaustraße 10           |      | 8. Okt. 2022  | Arthur Jacques Goldschmidt kam am 4. Juni 1882 als Sohn des Dr. iur. Jacques Goldschmidt und seiner Frau Johanna Elisabeth geborene Goldschmidt in Berlin zur Welt. Seine Geschwister waren Albert Heinrich (1877), Eugen Carl (1878) und Henriette Karoline (1887). Arthur Jacques studierte und wurde zum Dr. rer. pol. promoviert, er bezeichnete sich als Privatgelehrten. Mit seinem ebenfalls ledigen Bruder Eugen Carl Goldschmidt lebte er in dem Haus in der Kleinaustraße 10 (bis 1934 Paulstraße 2), das die beiden Brüder und ihre Schwester Henriette Karoline Ende der 1920er Jahre von ihrem Vater geerbt hatten. Henriette Karoline starb 1936 eines natürlichen Todes, der Bruder Albert Heinrich war bereits 1907 verstorben. Arthur Jacques war ein großer Kunstsammler und in Kunstkreisen wohlbekannt, er war wohl der Ausstatter des Wohnsitzes in der Kleinaustraße 10. Die Villa der Brüder muss ein wahrer Kunsttempel gewesen sein, das geht aus den Wiedergutmachungsakten hervor. Ihre reich und kostbar ausgestatteten Villa war mit Silber und Schmuckwaren, Kunstwerken, darunter Bilder von Goya und Carl Blechen, Porzellan der Königlichen Porzellan-Manufaktur Berlin und kostbare Tapisserien ausgestattet. Im Herbst 1938 mussten die Brüder ausziehen und in eine Mietwohnung in der Württembergischen Straße 36/37 ziehen. Dort wählten die Brüder am 13. November 1938 die Flucht in den Tod. Sie wurden auf der Erbbegräbnisstätte der Familie in Weißensee beigesetzt. Zwei Kinder der Schwester Henriette Karoline entkamen nach Südafrika, der Sohn Edgar Moor machte später von Boston aus Wiedergutmachungsansprüche geltend. |
|      | Eugen Carl Goldschmidt      | Kleinaustraße 10           |      | 8. Okt. 2022  | Eugen Carl Goldschmidt kam am 25. September 1878 als Sohn des Dr. iur. Jacques Goldschmidt und seiner Frau Johanna Elisabeth geborene Goldschmidt in Berlin zur Welt. Seine Geschwister waren Albert Heinrich (1877), Arthur Jacques (1882) und Henriette Karoline (1887). Eugen Carl Goldschmidt promovierte zum Dr. phil. und bezeichnete sich als Chemiker. Er lebte mit seinem ebenfalls ledigen Bruder Arthur Jacques in einem Haus in der Kleinaustraße 10 (bis 1934 Paulstraße 2), das er mit seinem Bruder und seiner Schwester von seinem Vater geerbt hatte. Sein Bruder Albert Heinrich war bereits 1907 verstorben, die Schwester Henriette Karoline starb 1936. Sein Bruder Arthur Jacques muss ein kunstsinniger Mensch gewesen sein, die Villa war kostbar ausgestattet mit Bildern von Goya und Carl Blechen, Porzellan der Königlichen Porzellan-Manufaktur Berlin, Silber und Schmuckwaren sowie kostbaren Tapisserien. Vor Herbst 1938 mussten die Brüder aus der Villa ausziehen und in ein Zimmer in der Württembergischen Straße 37/38 ziehen. Am 13. November 1938 wählten die Brüder die Flucht in den Tod. Sie wurden auf der Erbbegräbnisstätte der Familie in Weißensee beigesetzt. Zwei Kinder der Schwester Henriette Karoline entkamen nach Südafrika, der Sohn Edgar Moor machte später von Boston aus Wiedergutmachungsansprüche geltend. |
|      | Gerhard Gottschalk          | Am Fischtal 28             | Lage | 9. Dez. 2011  | Gerhard Gottschalk kam am 11. Juni 1923 in Berlin als Sohn des Bankbeamten Max Gottschalk und seiner Frau Susanne geborene Lilienthal zur Welt. Nach der Grundschule wechselte er 1933 in die Klasse 4 der 8. Volksschule. 1934 verließ er die Schule, um in das Jüdische Kinder- und Landschulheim Caputh zu wechseln. 1938 besuchte er wieder eine Berliner Schule, die er verließ, um einen Beruf zu lernen. Die Familie hatte bis 1940 in Zehlendorf, Am Fischtal 28, im eigenen Haus gelebt. Nun musste sie das Haus verlassen und lebte schließlich in einem Judenhaus in Steglitz in der Düppelstraße 32. Von dort wurde Gerhard Gottschalk am 3. März 1943 mit dem 33. Osttransport in das KZ Auschwitz deportiert. Aus diesem Transport wurden 517 Männer dem Arbeitseinsatz zugeführt, wahrscheinlich gehörte Gerhard Gottschalk zu ihnen. Sein Todesdatum ist unbekannt. Die Verlegung wurde initiiert vom Projekt Stolpersteine des Evangelischen Kirchenkreises Teltow-Zehlendorf. |
|      | Max Gottschalk              | Am Fischtal 28             | Lage | 9. Dez. 2011  | Max Gottschalk kam am 16. Juni 1890 in Magdeburg-Buckau als Sohn des Kaufmanns Albert Gottschalk und seiner Frau Meta geborene Nathan zur Welt. Seine Geschwister waren Ernst Jacob (1891) und Charlotte (1894). Max kämpfte im Ersten Weltkrieg und wurde verwundet. Er wurde Bankbeamter und heiratete Susanne Lilienthal. Am 11. Juni 1923 kam der Sohn Gerhard auf die Welt. Die Familie lebte zunächst in Tempelhof, ab 1930 in Zehlendorf im eigenen Haus, Am Fischtal 28. Nach 1940 musste die Familie das Haus Am Fischtal 28 verlassen und wohnte schließlich in einem Judenhaus in Steglitz, Düppelstraße 32. Max Gottschalk wurde von hier am 17. März 1943 nach Theresienstadt deportiert und am 9. Oktober 1944 weiter in das KZ Auschwitz. Sein Todesdatum ist nicht bekannt. Sein Bruder Ernst Jacob Gottschalk machte nach Kriegsende aus Südafrika Wiedergutmachungsansprüche geltend. |
|      | Susanne Gottschalk          | Am Fischtal 28             | Lage | 9. Dez. 2011  | Susanne Henriette Lilienthal kam am 14. Januar 1896 in Berlin als Tochter des Schriftstellers Siegfried Lilienthal und seiner Frau Elisabeth geborene von Stein zur Welt. Sie heiratete den Bankbeamten Max Gottschalk, am 11. Juni 1923 wurde der Sohn Gerhard geboren. Die Familie lebte zunächst in Tempelhof, ab 1930 in Zehlendorf, Am Fischtal 28, im eigenen Haus. Nach 1940 musste die Familie das Haus Am Fischtal 28 verlassen und wohnte schließlich in einem Judenhaus in Steglitz, Düppelstraße 32. Susanne Gottschalk wurde von hier im Rahmen der Fabrikaktion am 2. März 1943 in das KZ Auschwitz deportiert. Ihr Todesdatum ist unbekannt. |
|      | Anna Heidtmann              | Potsdamer Straße 29        | Lage | 25. Sep. 2006 | Anna Bacharach kam am 26. Juni 1872 in Kassel als Tochter des Kaufmanns David Bacharach und seiner Frau Henriette Gütchen geborene Lieberg zur Welt. Sie hatte noch fünf Schwestern: Bertha (1859), Ida (1863), Helene (1865), Hedwig (1866) und Emmy (1876). Anna studierte Malerei an der Kunstakademie Kassel, ihre Lehrer waren Kolitz, Burmester und Schliephake. Sie heiratete 1901 Sali Mosbach, die Ehe wurde 1904 geschieden, Anna nahm ihren Mädchennamen wieder an. 1913 heiratete sie den evangelischen Oberpostassistenten Karl Ludwig Heidtmann, die Ehe wurde 1933 vom Landgericht Trier geschieden. In diesem Jahr lebte sie wieder in Kassel in der Weißenburgstraße 4, sie bezeichnete sich als Kunstmalerin. Sie malte Bilder mit Themen wie Wohnzimmererker mit Ausblick und Flusslandschaft mit Frachtsegler. 1941 stand Anna Heidtmann im Berliner Adressbuch unter der Anschrift Zehlendorf, Potsdamer Straße 29. Anna Heidtmann wurde am 11. September 1942 aus der Potsdamer Straße 29 nach Theresienstadt deportiert, wo sie am 27. Oktober 1942 ermordet wurde. |
|      | Elsbeth Herz                | Hans-Böhm-Zeile 49         |      | 13. Nov. 2014 | Elsbeth Grete Linde kam am 10. August 1875 in Berlin als Tochter des Kaufmanns Eduard Hermann Linde und seiner Frau Jenny geborene Saalfeld zur Welt. Sie hatte zwei Schwestern: Olga und Bianca. 1897 heiratete sie den Holzhändler Joseph Herz. Die Söhne wurden geboren: am 12. Dezember 1897 Rudolf und am 12. Januar 1899 Edgar. Die Familie lebte bis Anfang der 1930er Jahre in Charlottenburg in der Leibnizstraße und zog dann nach Zehlendorf in die Sachtlebenstraße 1, die später in Andréezeile 85 umbenannt wurde und heute Hans-Böhm-Zeile heißt. Beiden Söhnen glückte die Ausreise, Edgar gelangte nach Kalifornien und Rudolf nach England. Obwohl Joseph Herz Eigentümer des Hauses war, musste die Familie Anfang 1939 in die Berlepschstraße 4 ziehen, in der mehrere Jüdinnen und Juden wohnten. Später kam es noch zu einem Zwangsumzug nach Halensee in die Hektorstraße 3, aus der Elsbeth und Joseph Herz am 17. August 1942 nach Theresienstadt deportiert wurden. Am 19. September 1942 kamen sie in einen Transport, der in das Vernichtungslager Treblinka führte, wo sie vermutlich sofort ermordet wurden. |
|      | Joseph Herz                 | Hans-Böhm-Zeile 49         |      | 13. Nov. 2014 | Joseph Herz kam am 10. Dezember 1866 in Schneidemühl/Posen als Sohn des Abraham Herz und seiner Frau Marianne geborene Feilchenfeld zur Welt. Er hatte einen Bruder Sally. Joseph Herz wurde Kaufmann und handelte mit Holz. 1897 heiratete er in Berlin Elsbeth Grete Linde. Die Söhne wurden geboren: am 12. Dezember 1897 Rudolf und am 12. Januar 1899 Edgar. Die Familie lebte bis Anfang der 1930er Jahre in Charlottenburg in der Leibnizstraße und zog dann nach Zehlendorf in die Sachtlebenstraße 1, die später in Andréezeile 85 umbenannt wurde und heute Hans-Böhm-Zeile heißt. Beiden Söhnen glückte die Ausreise, Edgar gelangte nach Kalifornien und Rudolf nach England. Obwohl Joseph Herz Eigentümer des Hauses war, musste die Familie Anfang 1939 in die Berlepschstraße 4 ziehen, in der mehrere Jüdinnen und Juden wohnten. Später kam noch ein Zwangsumzug dazu, nach Halensee in die Hektorstraße 3, aus der Elsbeth und Joseph Herz am 17. August 1942 nach Theresienstadt deportiert wurden. Am 19. September 1942 kamen sie in einen Transport, der in das Vernichtungslager Treblinka führte, wo sie vermutlich sofort ermordet wurden. |
|      | Berthold Herzberg           | Am Wieselbau 26            |      | 27. Mai 2013  | Berthold Herzberg kam am 20. Mai 1874 in Gartschau/Dirschau als Sohn des Karl Kiewe Akiwa Herzberg und seiner Frau Emma geborene Segal zur Welt, er hatte noch acht Geschwister. Er wurde Kaufmann und heiratete, die Kinder Berthold (1896) und Karl (1902) wurden geboren. Er zog nach Berlin und kaufte 1932 in Zehlendorf, Am Wieselbau 26, ein neu erbautes Zweifamilienhaus. 1938 war er verwitwet und lebte mit seinem Sohn Karl sowie dessen Frau Elsa geborene Zimet und deren Tochter Ruth Reisel zusammen. In der zweiten Wohnung lebten die Eltern seiner Schwiegertochter, Rosalie und Sindel Zimet. Nach 1938 musste Berthold Herzberg mit der Familie seines Sohnes ausziehen und nach Friedenau in die Kaiserallee 111 ziehen. Berthold Herzberg erlebte hier die Deportation seines Sohnes mit seiner Frau und der dreijährigen Enkeltochter nach Riga. Er selbst wurde am 15. Dezember 1942 nach Theresienstadt deportiert und am 1. März 1944 ermordet. Sein Sohn Berthold emigrierte nach Australien. |
|      | Elsa R. Herzberg            | Am Wieselbau 26            |      | 27. Mai 2013  | Elsa Zimet kam am 19. April 1908 in Essen als Tochter des Sindel Zimet und seiner Frau Rosalie geborene Kaufmann zur Welt. Sie wurde Handelsvertreterin und heiratete den Ingenieur Karl Herzberg. Sie wohnten in Zehlendorf im Haus ihres Schwiegervaters Berthold Herzberg, Am Wieselbau 26. Am 23. August 1938 wurde die Tochter Ruth Reisel geboren. Elsa Herzberg musste mit ihrem Mann und der Tochter sowie dem Schwiegervater nach Friedenau in die Kaiserallee 111 ziehen. Von dort wurde sie mit Mann und Tochter am 15. August 1942 nach Riga deportiert und unmittelbar nach ihrer Ankunft am 18. August 1942 ermordet. |
|      | Karl Herzberg               | Am Wieselbau 26            |      | 27. Mai 2013  | Karl Herzberg kam am 8. September 1902 in Lesnian/Westpreußen als Sohn des Kaufmanns Berthold Herzberg und seiner jüdischen Frau zur Welt. Er hatte einen älteren Bruder Berthold. Er machte eine Ausbildung als Schweißer und absolvierte ein Ingenieursstudium. Dann heiratete er Elsa Zimet, eine Handelsvertreterin, die am 19. April 1908 in Essen geboren war. Ihre Tochter Ruth Reisel kam am 23. August 1938 auf die Welt. Karl Herzberg lebte mit seiner Familie im Haus seines Vaters in Zehlendorf, Am Wieselbau 26. Nach 1938 musste Karl mit seiner Familie und seinem Vater ausziehen und nach Friedenau in die Kaiserallee 111 ziehen. Von dort wurden Karl und Elsa mit ihrer Tochter am 15. August 1942 nach Riga deportiert und sofort nach ihrer Ankunft am 18. August 1942 ermordet. |
|      | Ruth-Reisel Herzberg        | Am Wieselbau 26            |      | 27. Mai 2013  | Ruth Reisel Herzberg kam am 23. August 1938 in Berlin als Tochter des Ingenieurs Karl Herzberg und seiner Frau Elsa geborene Zimet zur Welt. Sie lebte mit ihren Eltern im Haus ihres Großvaters in Zehlendorf, Am Wieselbau 26. Nach 1938 musste die Familie ausziehen und nach Friedenau in die Kaiserallee 111 ziehen. Von dort wurde Ruth mit ihren Eltern am 15. August 1942 nach Riga deportiert und am 18. August 1942 ermordet. |
|      | Clara Hipp                  | Eisvogelweg 5              |      | 24. Mai 2014  | Clara Weinstock wurde am 3. Oktober 1865 in Danzig in eine jüdische Familie geboren. Sie heiratete den vereidigten Landmesser Joseph Hipp und lebte mit ihm in Berlin-Moabit, Thomasiusstraße 24 GH II. Anfang der 1930er Jahre starb ihr Mann und Clara Hipp zog als Untermieterin zu dem Buchhändler Carl Loewensohn nach Zehlendorf in den Eisvogelweg 5. Sie musste noch in das Jüdische Altersheim Schönhauser Allee 22 ziehen. Von dort wurde sie am 17. August 1942 nach Theresienstadt deportiert. Am 5. September 1942 starb sie, angeblich an „Darmkatarrh“. |
|      | Erna Holdheim               | Karolinenstraße 4          |      | 28. Mai 2013  | Erna Chan kam am 4. Juli 1884 in Berlin als Tochter des Kaufmanns Paul Chan und seiner Frau Clara geborene Saloschin zur Welt. Sie hatte eine Schwester Agnes (1886) und einen Bruder Josef Joachim (1889), der im Ersten Weltkrieg fiel. Sie heiratete den Fabrikbesitzer Martin Holdheim, aus der Ehe gingen keine Kinder hervor. Das Paar lebte zunächst in der Münchenerstraße 15 II. Martin Holdheim hatte zusammen mit seinen Brüdern Berthold und Hugo eine Metallfabrik von seinem Vater Wilhelm geerbt. Sie produzierten Federstähle, Korsettfurnituren, Kragenstützen, Kurzwaren und Konfektionsknöpfe. Der Betrieb befand sich am Cottbusser Ufer 42 (heute Paul-Lincke-Ufer) im Holdheimshof. 1935 zog das Paar nach Schlachtensee in das eigene Haus in der Karolinenstraße 4. Bereits 1939 mussten sie wieder ausziehen und in die Küstriner Straße 24 ziehen. Vermutlich musste das Ehepaar Zwangsarbeit leisten. Am 3. Februar 1943 wurde Erna Holdheim zusammen mit ihrem Mann in das KZ Auschwitz deportiert und dort nach fast zwei Jahren wurden sie am 26. Januar 1945 gleichzeitig ermordet. Neffen und Nichten von Martin Holdheim stellten nach dem Krieg Wiedergutmachungsanträge, auch widmeten sie ihm und seiner Frau Gedenkseiten bei Yad Vashem. |
|      | Martin Holdheim             | Karolinenstraße 4          |      | 28. Mai 2013  | Martin Holdheim kam am 8. Juli 1876 in Berlin als Sohn des Fabrikbesitzers Wolf Wilhelm Holdheim und seiner Frau Emma geborene Cohn zur Welt. Er hatte zwei Brüder: Berthold und Hugo, und zwei Schwestern: Else und Betty. Martin Holdheim übernahm von seinem Vater zusammen mit seinen Brüdern dessen 1901 gegründete Metallwarenfabrik. Sie produzierten Federstähle, Korsettfurnituren, Kragenstützen, Kurzwaren und Konfektionsknöpfe. Der Betrieb befand sich am Cottbusser Ufer 42 im Holdheimshof. 1908 hatte Martin Holdheim Erna Chan geheiratet, sie lebten in der Münchener Straße 15 II. Die Ehe blieb kinderlos. Martin Holdheim baute Mitte der 1930er Jahre ein Eigenheim in Zehlendorf, Karolinenstraße 4. Dorthin zog das Paar 1935. Bereits 1939 mussten sie wieder ausziehen und in die Küstrinerstraße 24 nach Halensee ziehen. Vermutlich musste das Ehepaar Zwangsarbeit leisten. Am 3. Februar 1943 wurden Martin Holdheim und seine Frau in das KZ Auschwitz deportiert. Nach fast zwei Jahren wurde Martin Holdheim gleichzeitig mit seiner Frau am 26. Januar 1945 ermordet. Neffen und Nichten von Martin Holdheim stellten nach dem Krieg Wiedergutmachungsanträge, auch widmeten sie ihm und seiner Frau Gedenkseiten bei Yad Vashem. |
|      | William Jacoby              | Loebellstraße 6            |      | 2. Juli 2010  | William Victor Jacoby kam am 24. Dezember 1858 in Swinemünde in einer jüdischen Familie zur Welt. Er studierte in Berlin Pharmazie und wurde Apotheker. 1890 heiratete er in Havelberg Anna Jacoby, die um 1865 geboren war. Die Tochter Margarete wurde am 28. März 1895 in Neustrelitz geboren, es folgte am 26. Juni 1891 in Schönebeck/Calbe der Sohn Hans. Die Familie zog Anfang des 20. Jahrhunderts nach Berlin, wo William Jacoby 1903 die Firma W.Jacoby & Co. Pharmazeutische Präparate in der Hagelberger Straße 1 (später 7) gründete, auch kosmetische Präparate wurden produziert. Außer William Jacoby waren Gesellschafter Leo Straus und später sein Sohn Hans Jacoby. Die Familie lebte seit etwa 1910 in der Barbarossastraße 16 III. Der Sohn Hans heiratete 1910 die nichtjüdische Lilly Adele Wilhelmine Mundorf, die 1897 geboren war. 1920 kam die Tochter Anna Luise auf die Welt. Die Tochter Margarete war Schauspielerin geworden und heiratete 1918 den Schriftsteller und Schauspieler Oskar Meyer, der ab 1926 den Namen Oskar Ludwig Brandt führen durfte. Ihr Sohn Wolfgang Ludwig wurde am 27. September 1921 geboren. 1935 zog William Jacoby mit seiner Frau Anna nach Zehlendorf, Loebellstraße 6 zu seiner Tochter Margarete und seinem Schwiegersohn Oskar Ludwig Brandt. Am 17. Oktober 1936 starb dort seine Frau Anna. William Jacoby wurde am 30. Oktober 1942 nach Theresienstadt deportiert und am 31. März 1943 ermordet. Sein Sohn Hans lebte 1939 mit seiner nichtjüdischen Ehefrau und der Tochter Anna Luise in der Katzbachstraße 26. Nach dem Ersten Weltkrieg wanderte er mit seiner Frau Lilly in die USA aus, kehrte aber 1955 zurück. Seine Frau Lilly starb 1958. Über das Schicksal ihrer Tochter Anna Luise konnte nichts ermittelt werden. Die Tochter Margarete floh im November 1942 aus Zehlendorf nach Innsbruck, wo sie um den 15. November 1942 einen Suizid versuchte. Sie befand sich kurzfristig im Krankenhaus, kam dann in Polizeigewahrsam, um am 15. Dezember 1942 nach Wien transportiert zu werden. Von dort wurde sie am 5. Januar 1943 nach Theresienstadt deportiert und zu einem unbekannten Zeitpunkt ermordet. Zur Erinnerung an William Jacoby und seine Frau Anna wurde auf dem Jüdischen Friedhof Havelberg auf dem Familiengrab eine Gedenktafel angebracht. |
|      | Flora Kapellner             | Hermannstraße 11A          | Lage | 9. Nov. 2022  | Flora Kapellner wurde am 22. März 1886 mit dem Mädchennamen Goldschmitt in Monsheim in eine jüdische Familie geboren. Ihr Vater war der Gemeindevorsteher Moses Goldschmitt (1843–1900) und ihre Mutter war dessen zweite Ehefrau Lina geborene Blum (1853–1931). Flora war die älteste Tochter, ihre Schwestern waren Alice Goldschmidt (geboren am 22. März 1886; verheiratete Kapellner) und Julie Goldschmidt (geboren am 23. Mai 1887; verheiratete Mamber). Sie hatte auch noch drei Halbschwestern aus der ersten Ehe des Vaters. 1920 hatten Flora und Heinrich Chaskel Kapellner (geboren am 10. Februar 1889 in Siedliszowice, Galizien) in Monsheim geheiratet, die Tochter Nora wurde 1922 ebenfalls dort geboren. Zusammen mit ihrem Mann und der Tochter Nora lebte sie spätestens ab 1924 in Potsdam, in diesem Jahr wurde dort die Tochter Ingeborg geboren. Von 1926 bis 1934 ist belegbar, dass Heinrich Kapellner der Inhaber des Geschäfts Wäschehaus am Berliner Tor mit der Anschrift Neue Königstraße 123 in Potsdam war. Im Oktober 1934 wurde in der Jüdischen Rundschau für ein jüdisches Landhaus in der Großen Weinmeisterstraße 26/27 in Potsdam inseriert, das Kinder in Pension nimmt und 1935 und 1936 befand sich dort laut Telefonbuch Flora Kapellner mit der Pension am Neuen Garten. Im Mai und August 1936 wurde in der Zeitschrift des Schwesternverbandes der Bne͏̈ Briss für das Kinderheim Kapellner in der Großen Weinmeisterstraße 26–27 in Potsdam inseriert. Am 17. Dezember 1936 erschien im Israelitischen Familienblatt ein Inserat für das Kinderheim Kapellner mit der Adresse Hermannstraße 11 in Zehlendorf, in der Zwischenzeit musste der Umzug aus Potsdam erfolgt sein. Am 30. Dezember 1936 starb Heinrich Kapellner im Alter von 47 Jahren eines natürlichen Todes, er wurde auf dem Jüdischen Friedhof Weißensee bestattet. Das Grundstück und Haus in der Hermannstraße 11 gehörte dem Zahnarzt Alfred Doegen (1878–1951), dem Bruder des bekannten Sprachwissenschaftlers Wilhelm Doegen (1877–1967), dem das Nachbargrundstück Hermannstraße 7–9 gehörte. Unter welchen Umständen und zu welchen Bedingungen es zu der Überlassung an die Familie Kapellner kam, ist nicht bekannt, ebenfalls auch nicht, in welcher Beziehung die Familie Doegen zu den Kapellners stand. 1939 gab Flora zur Volkszählung die Hermannstraße 11 in Zehlendorf als Wohnsitz an, zusammen mit ihrer Schwester Alice betrieb sie dort seit dem Tode ihres Mannes das Kinderheim in eigener Leitung. Vermutlich Anfang 1942 wurde das Kinderheim geschlossen, der Grund dafür ist unbekannt, ein Zusammenhang mit den seit Ende 1941 beginnenden Deportationen aus Berlin ist aber anzunehmen. Es erfolgte ein zwangsweiser Umzug der Familie Kapellner in ein sogenanntes Judenhaus in die Hohenstaufenstraße 50 nach Schöneberg. Von dort wurde Flora Kapellner am 26. Oktober 1942 im 22. Osttransport zusammen mit Ingeborg, der jüngeren Tochter, nach Riga deportiert und nach der Ankunft am 29. Oktober 1942 ermordet. Ihre Mutter Lina Goldschmitt wurde auf dem Jüdischen Friedhof in Potsdam beerdigt, das Grab ist erhalten. Ihre Schwester Julie Mamber wurde mit ihrem Ehemann Chaim Mamber zu einem unbekannten Datum aus Potsdam mit unbekannten Ziel deportiert und ermordet. Die Geschichte des jüdischen Kinderheims und der Familie Kapellner wurde im November 2021 von Schülern und Schülerinnen eines Geschichtskurses am Droste-Hülshoff-Gymnasium recherchiert, diese Initiative führte zur Verlegung der vier Stolpersteine. Für die aktuell 30 bekannten Kinder, die sich kurz oder länger im Kinderheim aufhielten und zum größten Teil später im Holocaust ermordet wurden, ist im Frühjahr 2023 die Verlegung einer Stolperschwelle geplant. |
|      | Ingeborg Kapellner          | Hermannstraße 11A          | Lage | 9. Nov. 2022  | Ingeborg Kapellner wurde am 28. März 1924 in Potsdam geboren, ihr Vater war Heinrich Kapellner und ihre Mutter Flora Kapellner (geborene Goldschmidt). Die Familie wohnte in Potsdam in der Brandenburger Vorstadt in der Waldemarstraße 14 (heute Sellostraße). Ingeborg wurde 1930 in die Gemeindeschule VII in der Heinrichstraße 11 (heute die Käthe-Kollwitz-Oberschule in der Clara-Zetkin-Straße 11) eingeschult, nach dem Umzug nach Zehlendorf in die Hermannstraße 11 besuchte sie dort die nahegelegene Zinnowwaldschule. Ende 1936 starb ihr Vater Heinrich Kapellner und ihre Mutter übernahm die Leitung des jüdischen Kinderheims an dieser Adresse. Zum 31. März 1939 wurde Ingeborg der weitere Besuch der Schule verboten. Ihre Staatsangehörigkeit wurde mit staatenlos angegeben, eventuell wegen der Herkunft ihres Vaters aus Galizien. Nach der Auflösung des Kinderheims 1942 musste die Familie Kapellner zwangsweise zur Untermiete in die Hohenstaufenstraße 50 nach Schöneberg umziehen. Von dort wurde Ingeborg am 26. Oktober 1942 im 22. Osttransport zusammen mit ihrer Mutter Flora Kapellner nach Riga deportiert und nach der Ankunft am 29. Oktober 1942 ermordet. |
|      | Nora Kapellner              | Hermannstraße 11A          | Lage | 9. Nov. 2022  | Nora Kapellner wurde am 6. September 1922 in Monsheim geboren, wo ihr Vater Heinrich Kapellner und ihre Mutter Flora Kapellner (geborene Goldschmidt) 1920 geheiratet hatten. Die Familie wohnte in Potsdam in der Brandenburger Vorstadt in der Waldemarstraße 14 (heute Sellostraße). Nora wurde 1929 in die Gemeindeschule VII in der Heinrichstraße 11 (heute die Käthe-Kollwitz-Oberschule in der Clara-Zetkin-Straße 11) eingeschult. Welche Schule sie nach dem Umzug nach Zehlendorf in die Hermannstraße 11 besuchte, wurde auf der Karteikarte nicht vermerkt. Ende 1936 starb ihr Vater Heinrich Kapellner und ihre Mutter übernahm die Leitung des jüdischen Kinderheims an dieser Adresse. Als Tag des Austritts aus der Schule wurde der 31. März 1938 vermerkt. Ihre Staatsangehörigkeit wurde mit zuerst mit „Deutsch“ angegeben, dann aber durchgestrichen und mit staatenlos vermerkt, eventuell wegen der Herkunft ihres Vaters aus Galizien. Nach der Auflösung des Kinderheims 1942 musste die Familie Kapellner zwangsweise zur Untermiete in die Hohenstaufenstraße 50 nach Schöneberg umziehen. Von dort wurde Nora am 29. Januar 1943 zusammen mit Alice Goldschmidt, ihrer Tante, in das KZ Auschwitz deportiert und ermordet. |
|      | Lina Frieda Kögel           | Teltower Damm 4            |      | 14. Juni 2020 | Lina Frieda Berthold kam am 12. Oktober 1897 in Zschöllau-Oschatz in Sachsen als Tochter des Bahnangestellten Bruno Berthold und seiner Frau Lina Auguste Caroline geborene Koch zur Welt. Sie hatte einen älteren Bruder Woldemar (1896). 1924 heiratete sie den Diakon Erich Wilhelm Max Kögel. Die Kinder wurden geboren: Martin Erich am 2. Dezember 1924 in Herrnhut in Sachsen, Käthe wurde 1927 bereits in Berlin geboren, es folgte Siegfried Dieter 1930 und Christa 1934, es gab auch noch eine weitere Tochter. Ihr Mann wurde Gemeindediakon in der Paulus-Gemeinde in Zehlendorf. Ab 1931 lebte die Familie im linken Flügel des Gemeindehauses Teltower Damm 4–8. Lina Kögel erkrankte psychisch, vermutlich an einer Depression. Um 1931 wurde sie das erste Mal stationär behandelt, 1936 wurde sie zwangsweise in eine „Heilanstalt“ eingewiesen, ihr Mann wurde wohl gezwungen, die Scheidung zu beantragen. Diese wurde 1937 ausgesprochen. 1938 heiratete Erich Kögel die Herrnhuter-Diakonin Frieda Zeeb. Lina Kögel wurde von einer in die nächste „Heilanstalt“ verlegt und am 6. Mai 1941 in Bernburg/Saale ermordet. Wohl auf Veranlassung ihres ehemaligen Mannes wurde Lina Kögel auf dem städtischen Friedhof in Herrnhut beigesetzt. |
|      | Gerhard Kopper              | Claszeile 57               |      | 29. März 2017 | Gerhard Kopper kam am 16. Mai 1931 in Berlin als Sohn des jüdischen Arthur Kopper und seiner nichtjüdischen Frau Lucie geborene Fischer zur Welt. Seine älteren Schwestern waren Inge (1926) und Margot (1927). 1933 wurde die Ehe seiner Eltern geschieden, die Kinder bleiben bei der Mutter und wurden evangelisch getauft. 1939 heiratete die Mutter den Arbeiter Albert Lück. Gerhard besucht die 3. Klasse der 1. Volksschule in der Georgenkirchstraße in Mitte. Seine Mutter und sein Stiefvater beantragten im Sommer 1940 seine Heimunterbringung. Diese wurde vom Amtsgericht angeordnet, ihm wurde ein Amtspfleger zugeordnet und Gerhard kam im Januar 1941 ins „Haus Kinderschutz“. Ein Bericht dieses Hauses vom Februar 1941 war durchaus positiv, unter sorgsamer Erziehung könne er eine günstige Entwicklung nehmen. Im März 1941 wurde er in das Spandauer Kinderheim Ückeritz auf Usedom überwiesen, die dortigen Berichte über Gerhard waren überwiegend negativ. Im Februar 1944 kam er noch in ein Heim in Ostpreußen und von dort am 23. März 1944 in die Tötungsanstalt Hadamar. Gerhard Kopper wurde am 8. April 1944 in Hadamar im Rahmen des Euthanasieprogrammes ermordet. Als offizielle Todesursache wurde Darmgrippe angegeben. |
|      | Anna Landé                  | Schweitzerstraße 27        | Lage | 9. Nov. 2014  | Anna Elisabeth Landé kam am 12. Mai 1895 in Berlin als Tochter des Bankdirektors Otto David Landé und seiner Frau Wally geborene Landé zur Welt. Ihre ältere Schwester war Käthe (1890). Anna blieb ledig und zog zu ihrer Schwester und ihrem Schwager in deren Haus in Zehlendorf, Schweitzerstraße 27. Am 17. November 1941 wurde Anna Landé mit ihrer Schwester Käthe und deren Mann Emil zusammen nach Kowno deportiert und dort am 25. November 1941 im Fort IX ermordet. |
|      | Rudolf Langen               | Claszeile 57               |      | 29. März 2017 | Rudolf Langen kam am 19. Januar 1931 in Berlin als Sohn des Bankbeamten Josef Langen und seiner jüdischen Frau Ella Felia geborene Silberbusch zur Welt. Seine Schwester Hedwig war 1921 geboren. Die Ehe seiner Eltern wurde geschieden, Rudolf wuchs bei seiner Mutter auf, Hedwig beim Vater. Seine Mutter ließ sich 1937 taufen, dennoch galt sie weiter als „Jüdin“ und Rudolf als „Mischling 1. Grades“. In der 5. Klasse blieb Rudolf zum zweiten Mal sitzen, weil er lange Zeit die Schule schwänzte. Der Bezirksbürgermeister leitete ein Verfahren ein, um die Ehelichkeit Rudolfs anzufechten und damit seine Abstammung von einem nichtjüdischen Vater zu beseitigen. Rudolf wurde in einem katholischen Waisenhaus untergebracht, aus dem er mehrfach entwich. Im Oktober 1943 wurde Fürsorgeerziehung angeordnet und er wurde im „Haus Kinderschutz“ untergebracht. Damals war er untergewichtig und versuchte zu fliehen. Am 23. März 1944 wurde er in die Tötungsanstalt Hadamar gebracht und im Rahmen des Euthanasieprogrammes am 27. März 1944 ermordet. Die Ärzte diagnostizierten „angeborener Schwachsinn“, die offizielle Todesursache war Lungenentzündung. |
|      | Berthold Lehmann            | Beerenstraße 41            | Lage | 20. März 2011 | Berthold Lehmann kam am 22. Dezember 1878 in Berlin als Sohn des Isidor Lehmann und seiner Frau Ida geborene Cohn zur Welt. Er studierte Jura, heiratete 1912 Margarete Hamburger und wurde Richter, 1909 war er Amtsrichter am Amtsgericht Tempelhof, ab 1914 Landrichter am LG II Berlin und ab Februar 1920 Kammergerichtsrat. Berthold Lehmann lebte mit seiner Frau lange Zeit in Zehlendorf, Beerenstraße 41. 1933 wurde er wegen seiner jüdischen Herkunft beurlaubt, weil er aber schon 25 Jahre im Staatsdienst war, konnte er zunächst noch am Kammergericht verbleiben. Erst 1935 erhielt er aufgrund des „Reichsbürgergesetzes“ Berufsverbot. Nach 1939 mussten Margarete und Berthold Lehmann in eine sogenannte Judenwohnung in die Wielandstraße 17 nach Charlottenburg umziehen. Am 12. Januar 1943 wurden Berthold und Margarete Lehmann vom Güterbahnhof Moabit nach Auschwitz deportiert und dort vermutlich sofort ermordet. Für Berthold Lehmann liegt ein weiterer Stolperstein vor dem Kammergericht, Elßholzstraße 30–33. |
|      | Margarete Lehmann           | Beerenstraße 41            | Lage | 20. März 2011 | Margarete Hamburger kam am 18. März 1888 in Posen als Tochter des Sally Hamburger und seiner Frau Louise geborene Hamburger zur Welt. Sie heiratete 1912 den Richter Berthold Lehmann und lebte mit ihm in Berlin. Vermutlich blieb die Ehe kinderlos. Das Paar lebte lange Zeit in Zehlendorf, Beerenstraße 41. Infolge der Repressionen durch die Nazis mussten sie in die Wielandstraße 17 GH II nach Charlottenburg ziehen. Von dort wurden sie am 12. Januar 1943 in das KZ Auschwitz deportiert. |
|      | Erich Leopold               | Hartmannsweilerweg 58      | Lage | 1. Mai 2010   | Erich Leopold kam am 28. Februar 1881 in Berlin als Sohn des Vertreters Wilhelm Leopold und seiner Frau Fanny geborene Robinson zur Welt. Er wurde Kaufmann und übernahm von seinem Vater die Firma Wilhelm Leopold, Vertretungen auswärtiger Spinnereien. 1908 heiratete er Frida Borgzinner, sie lebten ab 1916 in Friedenau, Deidesheimerstraße 25. 1911 kam die Tochter Erika (Kuddel) auf die Welt. Diese heiratete Helmuth Freudenthal und emigrierte mit ihm nach Peru. 1936 zogen Frida und Erich Leopold ins eigene Haus nach Zehlendorf, Boelckestraße 58, später umbenannt in Hartmannsweilerweg. Am 14. Dezember 1942 wurden Frida und Erich Leopold in das KZ Auschwitz deportiert und zu einem unbekannten Zeitpunkt ermordet. |
|      | Frieda Leopold              | Hartmannsweilerweg 58      | Lage | 1. Mai 2010   | Frida Borgzinner (nicht: Burgzinne) kam am 29. Mai 1880 in Berlin als Tochter des Leopold Borgzinner und seiner Frau Henriette geborene Humberg zur Welt. Ihre Schwestern waren Käthe (1883), Gertrud (1884), Toni (1887) und Grete (1892), ihr Bruder war Hans (1888). Frida heiratete 1908 den Kaufmann Erich Leopold. Dieser hatte von seinem Vater Wilhelm Leopold eine Vertretung auswärtiger Spinnereien übernommen. Die Tochter Erika kam am 21. August 1911 auf die Welt. Die Familie lebte von 1916 bis Mitte der 1930er Jahre in Friedenau, Deidesheimer Straße 25. Die Tochter Erika (Kuddel) heiratete Helmuth Freudenthal und emigrierte mit ihm nach Peru. Frida und Erich Leopold zogen 1936 nach Zehlendorf in die Boelckestraße 58 ins eigene Haus (1939 umbenannt in Hartmannsweilerweg). Am 14. Dezember 1942 wurden Frida und Erich Leopold in das KZ Auschwitz deportiert. Ein Todesdatum ist nicht bekannt. |
|      | Charlotte Levy              | Albertinenstraße 31        |      | 22. Okt. 2012 | Charlotte Frieda Lewy kam am 3. Oktober 1882 in Berlin als Tochter des Regierungsbaumeisters Georg Lewy und seiner Frau Martha geborene Liepmann zur Welt. 1909 heiratete sie Leo Olschki, die Ehe wurde 1913 geschieden. Um 1930 heiratete sie den Eisenbahningenieur Paul Levy, der ebenfalls geschieden war. Sie lebten in Wuppertal und in Hamburg-Altona, bis sie nach der Versetzung von Paul in den vorzeitigen Ruhestand nach Berlin zogen. Sie wohnten in Zehlendorf in der Albertinenstraße 31, bis sie im November 1942 in die Nestorstraße 54 ziehen mussten. Am 26. Februar 1943 wurden sie zusammen in das KZ Auschwitz deportiert, wo sie umgehend ermordet wurden. |
|      | Paul Levy                   | Albertinenstraße 31        |      | 22. Okt. 2012 | [ 154 ] |
|      | Günther Lewinsohn           | Riemeisterstraße 170       |      | 5. Mai 2024   | |
|      | Laura Lewysohn              | Prinz-Handjery-Straße 76   | Lage | 27. März 2015 | Laura Diamant kam am 1. Juli 1863 in Posen als Tochter des Salomon Diamant und seiner Frau Maria geborene Hase zur Welt. Sie hatte zwei ältere Schwestern: Fanny (1851) und Jenny (1853). Die Familie war zur evangelischen Religion konvertiert. Laura heiratete 1883 den Rechtsanwalt und Notar Eugen Lewysohn, sie lebten in Lissa. Am 27. Oktober 1889 wurde der Sohn Rudolf Samuel geboren, es folgte die Tochter Charlotte am 16. Dezember 1892. Ihr Mann Eugen starb 1905 in Berlin. Ihre Kinder nannten sich ab 1907 mit behördlicher Genehmigung „Leonhard“. Laura Lewysohn lebte dann in Bad Pyrmont. Ihr Sohn Rudolf heiratete Susanne Köhler, der Sohn Wolfgang Leonhard kam am 16. April 1921 in Wien auf die Welt, dann wurde die Ehe geschieden, Rudolf Leonhard heiratete nun die Fotografin Frieda Gertrud Rieß, diese Ehe wurde 1922 geschieden. Bei der Volkszählung 1939 lebte Laura Lewysohn als Untermieterin in der Prinz-Handjery-Straße 76 in Zehlendorf bei dem dort wohnenden Dr. med. Adolf Ziegelroth, einem jüdischen praktischen Arzt, der nur noch als Krankenbehandler tätig sein durfte. Am 3. Oktober 1942 wurde Laura Lewysohn nach Theresienstadt deportiert und am 9. Februar 1943 ermordet. Auf der Todesfallanzeige steht als Ursache „Altersschwäche“. |
|      | Gertrud Lindenbaum          | Schützallee 45             | Lage | 25. Sep. 2006 | Gertrud Golde Lindenbaum kam am 29. November 1886 in Berlin als Tochter des Schneidermeisters Josef Lindenbaum und seiner Frau Emma geborene Hopp zur Welt. Sie blieb ledig, wurde Buchhalterin und lebte ab 1934 in der Onkel-Tom-Straße 120 und ab 1939 in der Schützallee 45. Sie musste noch einmal umziehen und zwar in die Ludwigkirchstraße 14 zu Altmann, von dort wurde sie am 17. Mai 1943 in das KZ Auschwitz deportiert, wo sie zu einem unbekannten Zeitpunkt ermordet wurde. |
|      | Georg Lövy                  | Forststraße 31             | Lage | 12. Juni 2012 | Georg Jakob Lövy kam am 24. Mai 1880 in Breslau als Sohn des Getreidehändlers Dagobert Lövy und seiner Frau Wilhelmina geborene Wassermann zur Welt. Er hatte noch eine Schwester Betty. Er wurde Kaufmann und reiste 1913 mit dem Schiff nach New York und zurück, damals war er noch ledig. Er heiratete Margarete Rosenthal und wurde Direktor der Oderberger Chemische Werke AG in Neu-Oderberg, Schlesien, heute Bogumin, Tschechien. 1918 kam der Sohn Ernst Georg auf die Welt, später folgte noch ein Sohn. Seit 1922 wohnte die Familie im eigenen Haus in Zehlendorf, Forststraße 31. Beide Söhne konnten emigrieren, Georg und Margarete Lövy flohen im März 1939 nach Holland, sie lebten von 1939 bis 1941 in Rotterdam und danach in Gouda. Sie wurden verhaftet und blieben von 1941 bis 1942 im Sammellager Westerbork. Am 14. September 1943 wurden sie zusammen in das KZ Auschwitz deportiert, Margarete Lövy wurde am 12. Dezember 1943 ermordet, Georg Lövy starb am 17. Dezember 1943. |
|      | Margarete Lövy              | Forststraße 31             | Lage | 12. Juni 2012 | Margarete Johanna Rosenthal kam am 12. Januar 1891 in Jankendorf/Ostpreußen als Tochter des Isidor Rosenthal und seiner Frau Paula zur Welt. Sie heiratete Georg Jakob Lövy, der damals Direktor der Oderberger Chemische Werke AG in Neu-Oderberg, Schlesien, heute Bogumin, Tschechien, war. Am 24. Juli 1918 kam der Sohn Ernst Georg auf die Welt, es folgte später noch ein Sohn. Ab 1922 wohnte die Familie im eigenen Haus in Zehlendorf, Forststraße 31. Beide Söhne konnten emigrieren, Margarete und Georg Lövy flohen im März 1939 nach Holland, sie lebten von 1939 bis 1941 in Rotterdam und danach in Gouda. Sie wurden verhaftet und blieben von 1941 bis 1942 im Sammellager Westerbork. Am 14. September 1943 wurden sie zusammen in das KZ Auschwitz deportiert, Margarete Lövy wurde am 12. Dezember 1943 ermordet, ihr Mann starb am 17. Dezember 1943. |
|      | Carl Loewensohn             | Eisvogelweg 5              |      | 24. Mai 2014  | Carl Loewensohn wurde am 22. August 1871 in Inowrazlaw/Hohensalza/Posen in eine jüdische Familie geboren. Er wurde Buchhändler und lebte in Berlin. 1923 betrieb er in der Novalisstraße 4 auch einen Verlag namens Pionier, in dem u. a. ein Werk des Rabbiners Dr. Arthur Levy über Jüdische Grabmalkunst in Osteuropa veröffentlicht wurde. Seit der Erbauung der Einfamilienhaussiedlung im Eisvogelweg im Jahr 1929 lebte Carl Loewensohn dort im Haus Nr. 5. Es gibt auch eine Eintragung im Adressbuch, dass er sowohl im Haus Nr. 1 als auch in der Nr. 5 ansässig war. Möglicherweise betrieb er in einem der beiden Häuser seine Buchhandlung. Wahrscheinlich blieb er ledig. Ende der 1930er Jahre musste er zwei Untermieterinnen aufnehmen: Clara Hipp und Margarete Silbermann. Beide Untermieterinnen wurden gezwungen auszuziehen und auch Carl Loewensohn musste in die Kantstraße 122 ziehen. Von dort wurde er am 4. September 1942 nach Theresienstadt deportiert und am 29. September 1942 in das Vernichtungslager Treblinka, wo er ermordet wurde. Nach dem Krieg machten drei Neffen Wiedergutmachungsansprüche geltend. |
|      | Chaim Luster                | Berlepschstraße 4          |      | 12. Sep. 2007 | Chaim Isak Willy Luster kam am 14. März 1884 in Nadworna/Galizien als Sohn der Jente Luster und des Carl Burg zur Welt. Er wurde Kaufmann, zog nach Berlin und betrieb eine Mineralwasserfabrik in Zehlendorf. Ursprünglich hatte er die österreichische Staatsangehörigkeit besessen, verlor diese dann aber und wurde staatenlos. 1914 heiratete er die Verkäuferin Franziska Silbermann. Die Töchter wurden geboren: am 20. Mai 1915 Gerda Jeanette und am 31. August 1920 Hildegard. Die Familie lebte lange Jahre in Zehlendorf, Berlepschstraße 4. Die Tochter Hildegard heiratete Heinz Eichen, am 1. Mai 1939 kam der Sohn Freddie auf die Welt. Am 28. Juli 1939 wurden Hildegard, Heinz und Freddie Eichen zwangsweise nach Polen abgeschoben, wo sie nach dem Einmarsch der Wehrmacht umkamen. Der Tochter Gerda Jeanette gelang die Ausreise nach England. Franziska und Willy Luster mussten 1940 aus der Berlepschstraße ausziehen und in die Pariser Straße 53 ziehen, Willy Luster leistete Zwangsarbeit als Transportarbeiter. Am 29. Januar 1943 wurden Franziska und Willy Luster in das KZ Auschwitz deportiert. |
|      | Franziska Luster            | Berlepschstraße 4          |      | 12. Sep. 2007 | Franziska Silbermann kam am 10. März 1884 in Schwornigatz (Kaschubien) als Tochter des Michael Jakob Silbermann und seiner Frau Amalie geborene Bluhm zur Welt. Sie wurde Verkäuferin und heiratete 1914 in Berlin den Kaufmann Chaim Isak Willy Luster. Dieser betrieb eine Mineralwasserfabrik in Zehlendorf. Die Töchter wurden geboren: am 20. Mai 1915 Gerda Jeanette und am 31. August 1920 Hildegard. Die Familie lebte lange Jahre in Zehlendorf, Berlepschstraße 4. Die Tochter Hildegard heiratete Heinz Eichen, am 1. Mai 1939 kam der Sohn Freddie auf die Welt. Am 28. Juli 1939 wurden Hildegard, Heinz und Freddie Eichen zwangsweise nach Polen abgeschoben, wo sie nach dem Einmarsch der Wehrmacht umkamen. Der Tochter Gerda Jeanette gelang die Ausreise nach England. Franziska und Willy Luster mussten 1940 aus der Berlepschstraße ausziehen und in die Pariser Straße 53 ziehen, Willy Luster leistete Zwangsarbeit als Transportarbeiter. Am 29. Januar 1943 wurden Franziska und Willy Luster in das KZ Auschwitz deportiert. Für ihre Schwester Pauline verheiratete Rawicz, deren Mann Albert und die Zwillinge Günther und Manfred liegen vor dem Haus Saarstraße 16 in Friedenau Stolpersteine. |
|      | Bruno Mannheim              | Argentinische Allee 4      | Lage | 9. Nov. 2014  | Bruno Mannheim kam am 4. August 1895 in Berlin als Sohn des Max Mannheim und seiner Frau Martha geborene Wertheim zur Welt. Er wurde Angestellter und heiratete Karoline Bendheim, die am 16. Juni 1902 in Griedel/Hessen geboren war. Die Tochter Bärbel wurde am 10. Dezember 1923 geboren. Ab 1938 lebte das Paar in Zehlendorf in der Argentinischen Allee 4 als Mieter bzw. Hauswart bei Carl Fuchs. Der Tochter Bärbel war die Flucht aus Deutschland geglückt. Bruno und Karoline Mannheim mussten noch in die Levetzowstraße 13 ziehen. Von dort wurden sie am 9. Dezember 1942 in das KZ Auschwitz deportiert. Bruno Mannheim wurde am 1. Januar 1943 ermordet. |
|      | Karoline Mannheim           | Argentinische Allee 4      | Lage | 9. Nov. 2014  | Karoline Bendheim kam am 16. Juni 1902 in Griedel/Hessen als Tochter des David Bendheim und seiner Frau Clara geborene Goldschmidt zur Welt. Sie heiratete Bruno Mannheim und lebte mit ihm in Berlin. Ihr Mann war Angestellter. Am 10. Dezember 1923 kam ihre Tochter Bärbel zur Welt. Ab 1938 lebte das Paar in Zehlendorf in der Argentinischen Allee 4 als Mieter bzw. Hauswart bei Carl Fuchs. Der Tochter Bärbel war die Flucht aus Deutschland geglückt. Karoline und Bruno Mannheim mussten noch in die Levetzowstraße 13 ziehen. Von dort wurden sie am 9. Dezember 1942 in das KZ Auschwitz deportiert. Bruno Mannheim wurde am 1. Januar 1943 ermordet, von Karoline Mannheim ist kein Todesdatum überliefert. |
|      | Erich Meyer                 | Vopeliuspfad 5             |      | 14. Mai 2013  | Erich Meyer kam am 14. November 1877 in Magdeburg in einer jüdischen Familie zur Welt. Er wurde Kaufmann und Bankbeamter und heiratete 1905 die nichtjüdische Frieda Kleinhammer, die am 11. Juli 1884 in Stralsund geboren war. Ab 1915 lebte das Paar in Zehlendorf, Annastraße 5. Ab 1920 bezeichnete Erich Meyer sich als Bankdirektor. 1935 zog das Paar in den Vopeliuspfad 5, 1938 bezeichnete sich Erich Meyer als Bankdirektor außer Dienst (a. D.). Das Paar soll drei Kinder gehabt haben, eins davon mit Namen Egon. Die Ehe wurde am 26. April 1941 geschieden. 1942 wurde Erich Meyer verhaftet und in Polizeigewahrsam genommen. Aus dem Polizeigewahrsam wurde er am 26. September 1942 nach Raasiku deportiert. Sein Todesdatum ist nicht bekannt. |
|      | Margarete Meyer             | Loebellstraße 6            |      | 2. Juli 2010  | Margarete Jacoby kam am 27. März 1895 in Neustrelitz als Tochter des Apothekers William Jacoby und seiner Frau Anna geborene Jacoby zur Welt. Ihr Bruder Hans war 1891 geboren. Anfang des 20. Jahrhunderts zog die Familie nach Berlin, wo ihr Vater die Firma W. Jacoby & Co. Pharmazeutische Präparate in der Hagelberger Straße 1 (später 7) gründete. Seit 1910 lebte die Familie in der Barbarossastraße 16 III. Margarete wurde Schauspielerin und heiratete 1918 den Schriftsteller und Schauspieler Oskar Meyer, der ab 1926 den Namen Oskar Ludwig Brandt führen durfte. Margarete nannte sich Jacoby-Brandt. Ihr Sohn Wolfgang Ludwig wurde am 27. September 1921 geboren. 1935 zogen ihre Eltern zu ihr und ihrer Familie, ihre Mutter starb 1936. 1939 wurde die Genehmigung zur Namensänderung widerrufen. 1942 wurde ihr Vater nach Theresienstadt deportiert und ermordet. Margarete floh im November 1942 aus Zehlendorf nach Innsbruck, wo sie um den 15. November 1942 einen Suizid versuchte. Sie befand sich kurzfristig im Krankenhaus, kam dann in Polizeigewahrsam, um am 15. Dezember 1942 nach Wien transportiert zu werden. Von dort wurde sie am 5. Januar 1943 nach Theresienstadt deportiert und an einem unbekannten Zeitpunkt ermordet. Ihr Sohn Wolfgang Ludwig Brandt konnte nach Zürich entkommen, wo er studierte und promoviert wurde. Er war Herausgeber und wanderte 1948 in die USA aus, wo er als Psychologe lehrte und unter dem Namen Dr. Lewis Wolfgang Brandt publizierte. Er starb 2000 in Regina, Saskatchewan, Kanada. Weil Margarete Jacoby-Brandt heißen wollte, sollte auch dieser Name auf dem Stolperstein stehen. |
|      | Oskar Meyer                 | Loebellstraße 6            |      | 2. Juli 2010  | Oskar Meyer kam am 8. Oktober 1889 in Köln als Sohn des Manuel genannt Max Meyer und seiner Frau Jetty geborene Vorhaus zu Welt. Oskar wurde Schauspieler und Schriftsteller und heiratete 1918 die Schauspielerin Margarete Jacoby. Ihr Sohn Wolfgang Ludwig kam am 27. September 1921 auf die Welt. Ab 1926 durfte sich Oskar Meyer Oskar Ludwig Brandt nennen, seine Mutter war wieder verheiratet und hieß nun Buchsbaum. Oskar Ludwig Brandt kaufte für seine Familie um 1933 ein Haus in Zehlendorf, Loebellstraße 6. Sein Schwiegervater und seine Schwiegermutter zogen 1936 zu ihnen, seine Schwiegermutter starb am 17. Oktober 1936. 1939 wurde die Genehmigung zur Namensänderung widerrufen. Seine Frau Margarete unternahm 1942 vermutlich einen Fluchtversuch über Innsbruck, sie beging dort einen Suizidversuch und wurde verhaftet, im Dezember 1942 nach Wien transportiert und Anfang Januar 1943 nach Theresienstadt. Ihr Todesdatum ist nicht bekannt. Oskar Ludwig Brandt wurde zu einem unbekannten Zeitpunkt in das KZ Auschwitz deportiert und dort ermordet. Weil Oskar Ludwig Brandt heißen wollte, sollte auch dieser Name auf dem Stolperstein stehen. |
|      | Käthe Neumann               | Argentinische Allee 4      | Lage | 9. Nov. 2014  | Käthe Fuchs kam am 27. Dezember 1903 in Fraustadt als Tochter des Kaufmanns Carl Fuchs und seiner Frau Marie geborene Schlesinger zur Welt. Sie hatte eine ältere Schwester Lotte. Die Familie zog nach Berlin und ihr Vater kaufte ein Haus in der Grunewaldallee 4 in Zehlendorf (heute Argentinische Allee). Käthe heiratete Erich Neumann, die Tochter Liselotte wurde am 18. November 1927 geboren. Ihr Vater übereignete ihr ein Haus in der Beerenstraße 41, wo sie mit ihrem Mann bis zur Scheidung lebte. Käthe zog mit ihrer Tochter wieder zu ihren Eltern. Sie mussten das Haus Argentinische Allee 4 wegen der Nazirepressionen verlassen und zogen zusammen in die Lietzenburger Straße 22/23 vorne parterre. Von dort wurden ihre Eltern am 26. August 1942 nach Theresienstadt deportiert, Käthe musste vermutlich Zwangsarbeit leisten, bis sie am 9. März 1944 zusammen mit ihrer Tochter Liselotte und ihrer Schwester Lotte in das KZ Auschwitz deportiert wurde. Ihr Todesdatum ist unbekannt. |
|      | Lieselotte Neumann          | Argentinische Allee 4      | Lage | 9. Nov. 2014  | Liselotte Neumann kam am 18. November 1927 in Berlin als Tochter von Käthe Neumann geborene Fuchs und Erich Neumann zur Welt. Die Ehe ihrer Eltern wurde geschieden, Liselotte wurde 1934 in einer Schule in Schlachtensee eingeschult. Seit der Scheidung der Eltern lebte sie mit ihrer Mutter bei ihren Großeltern in der Argentinischen Allee 4. 1942 verließ Liselotte die Schule. Die Familie musste das Haus wegen der Nazirepressionen verlassen und zog zusammen in die Lietzenburger Straße 22/23 vorne parterre. Von dort wurden ihre Großeltern am 26. August 1942 nach Theresienstadt deportiert, ihre Mutter und ihre Tante Lotte mussten vermutlich Zwangsarbeit leisten, bis sie alle drei am 9. März 1944 in das KZ Auschwitz deportiert wurden. |
|      | Meta Neumeister             | Prinz-Handjery-Straße 76   | Lage | 27. März 2015 | Meta Neumeister wurde am 4. Dezember 1907 in Berlin als Tochter des Händlers Moritz Neumeister und seiner Frau Martha geborene Hirschfeld geboren. Bei der Volkszählung 1939 lebte sie als Untermieterin bei dem jüdischen praktischen Arzt Dr. Adolf Ziegelroth in Zehlendorf in der Prinz-Handjery-Straße 76. Ihr Vermieter durfte nur noch als Krankenbehandler arbeiten, durch seine nichtjüdische Ehefrau und eine christlich erzogene Tochter war er vor Deportation geschützt, er starb 1951. Meta Neumeister wurde am 12. März 1943 in das KZ Auschwitz deportiert. Nach der Ankunft in Auschwitz wurden 147 Frauen als Häftlinge in das Lager eingewiesen, die anderen 473 Frauen und Kinder wurden sofort in der Gaskammer getötet. |
|      | Paula Panitz                | Seehofstraße 60            |      | 14. Mai 2013  | Paula Blumenthal kam am 23. Juni 1883 in Berlin als Tochter des Schneidermeisters Aron Moses Blumenthal und seiner Frau Tine geborene Gruen zur Welt. Sie wurde Putzmacherin und heiratete 1906 den nichtjüdischen Steinmetzmeister Heinrich Friedrich Wilhelm Panitz. Das Paar lebte in Zoppot bei Danzig, bis die Ehe 1920 geschieden wurde. Paula Panitz lebte 1939 in Berlin-Zehlendorf als Untermieterin bei dem Schuhmachermeister Wilhelm Skuras in der Seehofstraße 60. Sie musste noch umziehen in die Immanuelkirchstraße 5 zu Glassmann. Von dort wurde sie am 13. Juni 1942 nach Sobibor deportiert, wo sie zu einem unbekannten Zeitpunkt ermordet wurde. |
|      | Ludwig Pick                 | Kunzendorfstraße 20        |      | 27. Juni 2011 | |
|      | Eugen Prager                | Riemeisterstraße 78        | Lage | Sep. 2006     | Für Eugen und Gertrud Prager sind auch in Charlottenburg vor der Kaiserin-Augusta-Allee 85 zwei Stolpersteine verlegt. |
|      | Gertrud Prager              | Riemeisterstraße 78        | Lage | Sep. 2006     | Gertrud Friedländer kam am 12. Dezember 1892 in Schulitz/Posen als Tochter des Moritz Friedländer und seiner Frau Hermine geborene Zuckermann zur Welt. Sie heiratete 1915 den sozialdemokratischen Redakteur Eugen Prager. Die Tochter Ruth kam am 13. März 1916 in Leipzig zur Welt, es folgte Irene am 14. Dezember 1917 in Breslau und Hans Michael am 23. November 1919 in Berlin. Anfang der 1920er Jahre lebte die Familie in der Albrechtstraße 16 in Berlin-Mitte und ab 1928 in Zehlendorf in der Riemeisterstraße 78 im eigenen Haus, ab 1931 dann in der Rathenower Straße 5, bis sie schließlich 1937 in de Schlüterstraße 31 zogen. 1935 hatten Gertrud und Eugen Prager dafür gesorgt, dass ihre drei Kinder mithilfe der Kinder- und Jugend-Alijah nach Palästina ausreisen konnten. Aus finanziellen Gründen mussten Gertrud und Eugen Prager als Untermieter zu Louis Falkenstein in die Kaiserin-Augusta-Straße 85 ziehen. Dann mussten sie noch einmal umziehen in ein möbliertes Zimmer in der Pariser Straße 63. Von dort wurden sie über den Bahnhof Berlin-Grunewald am 25. Januar 1942 nach Riga deportiert. Wer auf der fünftägigen Fahrt in eisiger Kälte nicht erfroren war, wurde im Wald von Rumbula erschossen. Für Eugen und Gertrud Prager sind auch in Charlottenburg vor der Kaiserin-Augusta-Allee 85 zwei Stolpersteine verlegt. |
|      | Manfred Prager              | Am Fischtal 28             | Lage | 9. Dez. 2011  | Manfred Prager kam am 29. Juli 1874 in Breslau als Sohn des Häuseragenten Adolf Prager und seiner Frau Winta (?) geborene Spiro zur Welt. Seine Geschwister waren Bianka verheiratete Einstein, Cassilde verheiratete Einstein und Hedwig verheiratete Mondry. Um die Jahrhundertwende zog die Familie nach Berlin. Manfred wurde Kunstmaler und lebte in der Gervinusstraße in Charlottenburg. 1939 musste er dort ausziehen und als Untermieter zu Max Gottschalk in dessen Haus Am Fischtal 28 ziehen. Nach 1940 hatten alle Bewohner das Haus zu verlassen, Manfred Prager zog in die Waitzstraße 16 nach Charlottenburg. Von dort wurde er am 13. Januar 1942 nach Riga deportiert. Am 16. Januar 1942 wurde er ermordet. |
|      | Sophie Rosenberg            | Scharfestraße 14           | Lage | Sep. 2006     | Sophie Hannach kam am 1. Mai 1863 in Schmiegel/Posen als Tochter des Moritz Hannach und seiner Frau Fanni geborene Teplitz zur Welt. Sie wurde Putzmacherin und heiratete 1893 in Berlin den Geschäftsführer Ascher Alfred Rosenberg. Die Tochter Eidel Margarete wurde am 7. November 1894 geboren. Sie wurde Krankenschwester, heiratete Alfred Kessler und bekam 1925 eine Tochter Inge. Sophies Mann Alfred starb, sie lebte 1931 in Zehlendorf in der Beerenstraße und ab 1935 in der Scharfestraße 14. Sie musste noch in das Jüdische Altersheim in der Gerlachstraße 20/21 ziehen. Sophie Rosenberg wählte vermutlich angesichts der bevorstehenden Deportation die Flucht in den Tod, sie starb am 18. Januar 1942 im Jüdischen Krankenhaus, offizielle Todesursache war Herzmuskelschwäche. Ihr Schwiegersohn Alfred war am 21. Dezember 1941 gestorben, ihre Enkeltochter wurde alleine am 12. März 1943 in das KZ Auschwitz deportiert und ihre Tochter wurde am 28. Juni 1943 nach Auschwitz deportiert. |
|      | Mathilde Sachs              | Schmarjestraße 2           |      | 24. März 2017 | Mathilde Loebel kam am 24. Februar 1869 in Ismail/Bessarabien/Rumänien als Tochter des Aisie Löbl und seiner Frau Clara geborene Löwenson zur Welt. Die Familie zog nach Wien, wo Mathilde 1889 den Kaufmann Adolf Sachs heiratete, der am 10. März 1859 in Bottuschani/Rumänien geboren war. Der Sohn Walter wurde am 31. Juli 1893 geboren. Die Familie siedelte nach Berlin um, wo Adolf Sachs ein Bankkommissionsgeschäft betrieb. 1919 starb Adolf Sachs, ab Mitte der 1930er Jahre lebte Mathilde Sachs in Zehlendorf, Elsenstraße 2 (heute Schmarjestraße). Ihr Sohn Walter war Buchhändler geworden und konnte 1939 zu seiner Frau in die USA auswandern. Er starb 1974 in San José, Kalifornien. Mathilde Sachs musste Anfang 1941 aus ihrer Wohnung ausziehen und zur Untermiete zu Heinrich Wiener in die Badensche Straße 17 ziehen. Sie wurde am 17. August 1942 nach Theresienstadt deportiert und am 18. Dezember 1943 weiter in das KZ Auschwitz, wo sie vermutlich sofort ermordet wurde. |
|      | Abel Schaefer               | Loebellstraße 6            |      | 2. Juli 2010  | Abel Bernhard Schaefer kam am 6. Juli 1942 in Berlin als Sohn des Juristen Richard Joseph Schaefer und dessen Frau Annemarie Charlotte Ilse geborene Hesse verwitwete Sternberg zur Welt. Seine ältere Schwester war Judis, geboren am 26. Dezember 1940. Abel lebte mit seiner Familie in der Westfälischen Straße 30, als sie alle zusammen am 12. März 1943 in das KZ Auschwitz deportiert wurden. Abel, seine Schwester und seine Mutter wurden wahrscheinlich sofort nach der Ankunft ermordet, sein Vater wurde noch im Juli 1944 lebend gesehen, dann aber wegen Entkräftung zur Selektion gebracht und ermordet. |
|      | Ilse Schaefer               | Loebellstraße 6            |      | 2. Juli 2010  | Annemarie Charlotte Ilse Hesse kam am 14. April 1903 in Berlin als Tochter der jüdischen Wirtschafterin Lina Hesse zur Welt, der Vater soll nichtjüdisch gewesen sein. Sie heiratete einen jüdischen Mann mit dem Familiennamen Sternberg und lebte mit ihm in Freiburg im Breisgau. Dort kam am 6. November 1925 die Tochter Bertel Brigitte zur Welt, es folgte am 23. März 1927 Marlene. In Stettin kam am 6. Juli 1930 die Tochter Karin zur Welt, dann wurde der Sohn Robin am 18. November 1934 in Hornis Cernosice, Protektorat Böhmen und Mähren geboren. Ilses Mann starb, sie zog mit den Kindern nach Berlin. Bei der Volkszählung 1939 lebte die Familie in der Hasenheide 50. Es gelang Ilse im Sommer 1939 alle vier Kinder mit einem Kindertransport nach England zu schicken. Am 29. Mai 1940 heiratete sie in zweiter Ehe den Juristen Richard Joseph Schaefer, der am 4. November 1890 in Strasburg (Brodnica) Westpreußen geboren war. Er wohnte bei der Volkszählung als Untermieter in der Westfälischen Straße 30. Judis Henriette kam am 26. Dezember 1940 auf die Welt, es folgte Abel Bernhard am 6. Juli 1942. Die Familie lebte in Charlottenburg in der Mommsenstraße 52, als sie zusammen am 12. März 1943 in das KZ Auschwitz deportiert wurden. Ilse Schaefer wurde wahrscheinlich sofort nach der Ankunft mit ihren Kindern Judis und Abel in der Gaskammer ermordet. |
|      | Judith Schaefer             | Loebellstraße 6            |      | 2. Juli 2010  | Judis Henriette Schaefer kam am 26. Dezember 1940 in Berlin als Tochter des Juristen Richard Joseph Schaefer und dessen Frau Annemarie Charlotte Ilse geborene Hesse verwitwete Sternberg zur Welt. Ihr jüngerer Bruder Abel Bernhard wurde am 6. Juli 1942 geboren. Judis lebte mit ihrer Familie in der Westfälischen Straße 30, als sie alle zusammen am 12. März 1943 in das KZ Auschwitz deportiert wurden. Judis, ihr Bruder und ihre Mutter wurden wahrscheinlich sofort nach der Ankunft ermordet, ihr Vater wurde noch im Juli 1944 lebend gesehen, dann aber wegen Entkräftung zur Selektion gebracht und ermordet. Im Gedenkbuch und auf der Deportationsliste wird ihr Vorname mit Judis angegeben und nicht mit Judith. |
|      | Richard Schaefer            | Loebellstraße 6            |      | 2. Juli 2010  | Richard Joseph Schaefer kam am 4. November 1890 in Strasburg (Brodnica)/Westpreußen als Sohn des Amtsgerichtsrats Isaac Robert Schaefer und seiner Frau Pauline geborene Weyl zur Welt. Seine Geschwister waren Lotte (1893) und Werner Bernhard (1902). Richard Schaefer studierte Jura und legte die Große Juristische Staatsprüfung ab. Seine Familie lebte inzwischen in Stettin, wo Richard als Rechtsanwalt und Notar arbeitete. Ehrenamtlich kümmerte er sich um die Verwaltung der Jüdischen Gemeinde in Stettin. 1933 ereilte ihn das Berufsverbot, er zog nach Berlin und war gegen ein geringes Entgelt als Schulreferent für die Jüdische Gemeinde Berlin tätig. Bei der Volkszählung lebte Richard Schaefer als Untermieter bei Käthe Goldschmidt in der Westfälischen Straße 30. 1940 heiratete er die verwitwete Annemarie Charlotte Ilse Sternberg geborene Hesse. Deren vier Kinder aus ihrer ersten Ehe konnten im Sommer 1939 mit Kindertransporten nach England entkommen. Die gemeinsame Tochter Judis Henriette wurde am 26. Dezember 1940 geboren, es folgte der Sohn Abel Bernhard am 6. Juli 1942. Die Familie wurde am 13. März 1943 aus der Mommsenstraße 52 in das KZ Auschwitz deportiert. Unmittelbar nach der Ankunft wurde Richard Schaefer von seiner Frau und seinen Kindern getrennt, diese wurden einige Tage später in der Gaskammer ermordet. Im Juli 1944 lebte Richard Schaefer noch, danach soll er so entkräftet gewesen sein, dass er zur Selektion gebracht und vergast wurde. Seine Geschwister, Lotte verheiratete Aronheim und sein Bruder Werner B. Schaefer, die beide Ärzte geworden waren, konnten entkommen. Für Richard Schaefer liegt ein weiterer Stolperstein in Halensee, Westfälische Straße 30. |
|      | Helene Schauer              | Riemeisterstraße 161       |      | 24. Mai 2014  | Helene Henriette Schauer kam am 21. März 1879 in Mainz als Tochter des jüdischen Religionslehrers und Institutsvorstehers Johann Josef Schauer aus Szobotist (heute Slowakei) und seiner Frau Rosalie geborene Klein zur Welt. Die Familie lebte in Mainz in der Martinsstraße 1. Der älteste Sohn Ernst war 1868 geboren und 1869 gestorben, es folgte Rudolf 1869 und Karl, geboren 1871 und gestorben 1914. Die Schwester Anna Klementine wurde 1874 geboren und starb 1877. Helene wuchs also mit zwei Brüdern auf: Rudolf und Karl. Helene Schauer war ab 1932 Miteigentümerin eines Einfamilienhauses in Zehlendorf, Riemeisterstraße 161. Dieses Haus war um 1930 erbaut, sodann von Dr. Emilie (Emmy) Pinner, einer geschiedenen Ärztin, erworben, die 1932 einen Anteil des Hauses an Helene Schauer verkaufte. Emmy Pinner hatte bis 1927 in Konstanz gearbeitet als Allgemeinpraktikerin und als Schulärztin. Nach dem Entzug der Kassenzulassung 1933 machte sie eine Ausbildung für Psychotherapie. Helene Schauer erschien 1932 im Berliner Adressbuch als Privatière aus Baden, ab 1933 wohnte sie in der Riemeisterstraße 161. 1940 mussten beide ausziehen, Emmy Pinner nach Pichelsdorf, Am Pichelssee 15, und Helene Schauer in die Niebuhrstraße 67 zu Hopp. Emmy Pinner konnte am 22. Februar 1940 nach Kuba ausreisen und 1941 in die USA, wo sie 1947 in New York starb, 69 Jahre alt. Helene Schauer wurde am 1. November 1941 nach Litzmannstadt deportiert. Auf der Liste der Eingesiedelten wurde sie ohne Berufsbezeichnung geführt. Am 9. Mai 1942 wurde Helene Schauer weiter in das Vernichtungslager Kulmhof deportiert und dort sofort ermordet. |
|      | Sonja Schneider             | Prinz-Handjery-Straße 76   | Lage | 27. März 2015 | Sonja Arluk kam am 10. September 1893 in Krany bei Wilno (heute Vilnius, Litauen) in einer jüdischen Familie zur Welt. Sie heiratete und nahm den Namen des Mannes „Schneider“ an. Bei der Volkszählung 1939 lebte sie als Untermieterin bei dem jüdischen praktischen Arzt Dr. Adolf Ziegelroth in Zehlendorf, Prinz-Handjery-Straße 76. Sie musste noch einmal umziehen in die Meinekestraße 22 zu Lehmann. Von dort wurde sie am 26. September 1942 nach Raasiku deportiert. Ursprünglich war als Ziel des Transports das Ghetto Riga vorgesehen, das jedoch überfüllt war. In Raasiku wurden viele der Deportierten unmittelbar nach der Ankunft mit Bussen in die nahe gelegenen Ostseedünen gebracht und dort ermordet. Die jüngeren, arbeitsfähigen Frauen und Männer mussten in Lagern in der Umgebung von Reval Zwangsarbeit leisten. Das Todesdatum von Sonja Schneider ist nicht bekannt. |
|      | Eva Schocken                | Limastraße 29              |      | 23. März 2023 | Eva Chava Therese Schocken kam 1918 in Zwickau als Tochter des Kaufhausbesitzers Salman Schocken und seiner Frau Zerline (Lilli) geborene Ehrmann zur Welt. Die Familie bezog 1924 eine Villa des Architekten Hermann Muthesius in Zehlendorf in der Lessingstraße 29, die 1939 umbenannt wurde in Limastraße. 1934 emigrierten ihre Eltern mit ihr und einigen Geschwistern nach Palästina. Eva studierte Pädagogik in Jerusalem, in England und später in New York. 1941 heiratet sie Theodor Herzl Rome, mit dem sie vier Kinder hatte. Nach dem Tod des Vaters 1959 übernahm ihr Mann zusammen mit ihrem Bruder Theodore die Leitung von Schocken Books in New York: Eva arbeitete dort als Redakteurin, später als Präsidentin und erweiterte das Programm um die Bereiche Bildungstheorie und -praxis, Frauenforschung, Kinderentwicklung und Psychologie. Mitte der 1960er Jahre gab sie die Werke von Maria Montessori neu heraus. Eva Schocken starb am 12. Januar 1982. |
|      | Gustav Schocken             | Limastraße 29              |      | 23. März 2023 | Gustav Gershom Schocken kam 1912 als Sohn des Kaufhausbesitzers Salman Schocken und seiner Frau Zerline (Lilli) geborene Ehrmann in Zwickau zur Welt. Er studierte in Heidelberg und an der London School of Economics. 1924 bezog die Familie in Berlin eine Villa des Architekten Hermann Muthesius in Zehlendorf in der Lessingstraße 29, die 1939 umbenannt wurde in Limastraße. 1933 ging er als erster der Familie nach Palästina, wo er eine Stelle an der Anglo-Palestine Bank antrat. Später übergab sein Vater ihm die Leitung der Zeitung Haaretz. Er heiratete Shulamith Parsitz, sie hatten drei Kinder. Gershom Scholem starb 1990. |
|      | Micha Schocken              | Limastraße 29              |      | 23. März 2023 | Micha Joseph Schocken kam 1923 in Zwickau als Sohn des Kaufhausbesitzers Salman Schocken und seiner Frau Zerline (Lilli) geborene Ehrmann zur Welt. Die Familie bezog 1924 eine Villa des Architekten Hermanan Muthesius in Zehlendorf in der Lessingstraße 29, die 1939 umbenannt wurde in Limastraße. 1934 emigrierten seine Eltern mit ihm und seinen Geschwistern nach Palästina. In Jerusalem besuchte er die Grundschule und das Gymnasium Rehavia. 1940 zogen seine Eltern mit ihm in die Vereinigten Staaten. Micha schloss dort die Highschool ab und studiert bis 1945 Wirtschaftsingenieurwesen. Nach dem Krieg kehrte er nach Israel zurück und arbeitet in großen Industrieprojekten im Land. 1950 heiratet er Shulamit Feigenberg, mit der er die Töchter Noa und Becky hatte. Micha Schocken starb am 10. Januar 1982 in Tel Aviv. |
|      | Salman Schocken             | Limastraße 29              |      | 23. März 2023 | |
|      | Theodore Schocken           | Limastraße 29              |      | 23. März 2023 | Ernst Theodore „Ted“ Schocken kam 1914 in Zwickau als Sohn des Kaufhausbesitzers Salman Schocken und seiner Frau Zerline (Lilli) geborene Ehrmann zur Welt. 1924 bezog die Familie in Berlin eine Villa des Architekten Hermann Muthesius in Zehlendorf in der Lessingstraße 29, die 1939 umbenannt wurde in Limastraße. 1934 emigrierten seine Eltern und einige Geschwister nach Palästina. Ted blieb zunächst in Deutschland und verwaltete die Kaufhäuser seines Vaters, 1939 floh er zuerst nach Palästina, dann in die USA. Er heiratete Dora Landauer, kämpfte in der US-Armee und bekam später drei Töchter. Er starb 1975. |
|      | Walter Schocken             | Limastraße 29              |      | 23. März 2023 | Walter Gideon Schocken kam 1919 in Zwickau als Sohn des Kaufhausbesitzers Salman Schocken und seiner Frau Zerline (Lilli) geborene Ehrmann zur Welt. Die Familie bezog 1924 eine Villa des Architekten Hermanan Muthesius in Zehlendorf in der Lessingstraße 29, die 1939 umbenannt wurde in Limastraße. 1934 emigrierten seine Eltern mit ihm und seinen Geschwistern nach Palästina. Auf dem Gymnasium lernte Gideon seine zukünftige Frau Dvora Cohen kennen. 1936 trat er der Haganah bei. Daneben studierte Gideon an der Hebräischen Universität in Jerusalem Klassische Philologie, ab 1938 an der Universität Oxford. Im Zweiten Weltkrieg kämpfte er in der britischen Armee. Dann zog er mit seiner Frau Dvora und der Tochter Yael nach New York, wo er im Verlag seines Vaters arbeitete. 1949 zog die Familie nach Israel, wo er in die neu entstehende israelische Armee eintrat, die er 1961 im Generalsrang verließ. Sie hatten zwei Töchter und einen Sohn. Gideon starb 1981. |
|      | Zerline Schocken            | Limastraße 29              |      | 23. März 2023 | Zerline (Lilli) Ehrmann kam am 2. Juli 1889 in Frankfurt/Main als Tochter des Kaufmanns Gustav Ehrmann und seiner Frau Amanda geborene Kaufmann zur Welt. 1910 heiratete sie den Kaufhausbesitzer Salman Schocken. Die Familie lebte in Zwickau, wo die Kinder auf die Welt kamen: Gustav Gershom 1912, Ernst Theodore 1914, Eva Chava 1918, Walter Gideon 1919 und Micha Joseph 1923. Die Familie bezog 1924 eine Villa des Architekten Hermann Muthesius in Zehlendorf in der Lessingstraße 29, die 1939 umbenannt wurde in Limastraße. 1934 emigrierte die Familie nach Palästina, in Jerusalem errichtete der Architekt Erich Mendelssohn zwei Häuser für die Familie Schocken, die sie 1936 bezogen. 1940 zog Lilly mit Salman und Micha in die Vereinigten Staaten. Lilli Schocken starb 1958 in Zürich. |
|      | Frida Schubert              | Hochsitzweg 17             | Lage | 25. Sep. 2006 | Frida Schubert kam am 21. Februar 1883 in Berlin als Tochter des Kaufmanns Robert Schubert und seiner Frau Bertha geborene Brie zur Welt. Sie hatte eine jüngere Schwester Margarethe, die 1894 geboren war. Der Vater Robert betrieb zeitweise eine Patentlöscherfabrik, auch war er als Bauunternehmer tätig. Frida Schubert blieb ledig, welchen Beruf sie ausübte, wissen wir nicht. 1939 soll sie mit ihrer Schwester Magarethe im Hochsitzweg 17 gelebt haben, vermutlich als Untermieterin bei Eliasberg. Dann zogen beide in die Passauer Straße 20 und schließlich in die Fasanenstraße 22 als Untermieterinnen zu Nathan. Von dort sollte Frida Schubert am 4. März 1943 in das KZ Auschwitz deportiert werden, ihr Name ist auf der Deportationsliste auch nicht durchgestrichen. Sie soll aber am 11. März 1943 gemeinsam mit ihrer Schwester Margarethe Suizid begangen haben. |
|      | Margarethe Schubert         | Hochsitzweg 17             | Lage | 25. Sep. 2006 | Margarethe Schubert kam am 31. Januar 1894 in Berlin als Tochter des Kaufmanns Robert Schubert und seiner Frau Bertha geborene Brie zur Welt. Sie hatte eine ältere Schwester Frida. Der Vater Robert betrieb zeitweise eine Patentlöscherfabrik, auch war er als Bauunternehmer tätig. Margarethe Schubert blieb ledig, welchen Beruf sie ausübte wissen wir nicht. 1939 soll sie mit ihrer Schwester Frida im Hochsitzweg 17 gelebt haben, vermutlich als Untermieterin bei Eliasberg. Dann zogen beide in die Passauer Straße 20 und schließlich in die Fasanenstraße 22 als Untermieterinnen zu Nathan. Von dort sollte ihre Schwester Frida am 4. März 1943 in das KZ Auschwitz deportiert werden, ihr Name ist auf der Deportationsliste auch nicht durchgestrichen: Die Schwestern sollen aber tatsächlich am 11. März 1943 gemeinsam Suizid begangen haben. |
|      | Auguste Segall              | Am Fuchspaß 22             |      | 24. Mai 2014  | Auguste Heinrich wurde am 9. Februar 1869 in Koscierzyna (Berent)/Kaschubei in eine jüdische Familie geboren. Sie heiratete den Kaufmann Benjamin Segall und lebte mit ihm in dessen Geburtsstadt Skorcz. Dort kamen die Kinder zur Welt: Alfred am 8. Oktober 1902 und Emilie am 21. November 1903. Als Skorcz nach dem Vertrag von Versailles polnisch wurde, zog die Familie nach Berlin-Hermsdorf, wo Benjamin Segall eine Drogerie in der Hennigsdorfer Straße 12 betrieb. Er war wirtschaftlich erfolgreich, so erwarb er das Grundstück, auf dem sich die Drogerie befand und ein Grundstück in Zehlendorf, Am Fuchspaß 22. Dort setzte er sich als Rentner zur Ruhe. Sein Sohn Alfred emigrierte unter dem Naziregime nach Australien, die Tochter blieb bei den Eltern. Benjamin Segall schloss einen sogenannten Heimeinkaufsvertrag über 10.000,00 RM ab, um seiner Frau und sich einen gesicherten Lebensabend in Theresienstadt zu gewährleisten. Das Paar musste noch ausziehen in die Neue Friedrichstraße 77. Am 31. Juli 1942 wurden Auguste Segall und ihr Mann nach Theresienstadt deportiert. Am 13. August 1942 wurde ihr Mann ermordet, Auguste Segall überlebte ihn um einen knappen Monat und starb am 8. September 1942. Die Tochter Emilie wurde am 3. März 1943 in das KZ Auschwitz deportiert, ihr Todesdatum ist unbekannt. |
|      | Benjamin Segall             | Am Fuchspaß 22             |      | 24. Mai 2014  | Benjamin genannt Benno Segall kam am 10. Mai 1869 in Skorcz/Skurz Westpreußen in einer jüdischen Familie zur Welt. Er heiratete Auguste Heinrich, die auch aus Westpreußen kam. Die Kinder wurden in Skorcz, Bennos Geburtsstadt, geboren: Alfred am 8. Oktober 1902 und Emilie am 21. November 1903. Als Skorcz nach dem Vertrag von Versailles polnisch wurde, zog die Familie nach Berlin-Hermsdorf, wo Benjamin Segall eine Drogerie in der Hennigsdorfer Straße 12 betrieb. Er war wirtschaftlich erfolgreich, so erwarb er das Grundstück auf dem sich die Drogerie befand und ein Grundstück in Zehlendorf, Am Fuchspaß 22. Dort setzte er sich als Rentner zur Ruhe. Sein Sohn Alfred emigrierte unter dem Naziregime nach Australien, die Tochter blieb bei den Eltern. Benjamin Segall schloss einen sogenannten Heimeinkaufsvertrag über 10.000,00 RM ab, um seiner Frau und sich einen gesicherten Lebensabend in Theresienstadt zu gewährleisten. Das Paar musste noch ausziehen in die Neue Friedrichstraße 77. Am 31. Juli 1942 wurde Benjamin Segall und seine Frau nach Theresienstadt deportiert. Am 13. August 1942 wurde er ermordet. Seine Frau überlebte ihn um einen knappen Monat. Die Tochter Emilie wurde am 3. März 1943 in das KZ Auschwitz deportiert, ihr Todesdatum ist unbekannt. |
|      | Emilie Segall               | Am Fuchspaß 22             |      | 24. Mai 2014  | Emilie Segall kam am 21. November 1903 in Skorcz als Tochter des Kaufmanns Benjamin Segall und seiner Frau Auguste geborene Heinrich zur Welt. Ihr Bruder Alfred war ein Jahr älter als sie. Als Skorcz nach dem Vertrag von Versailles polnisch wurde, zog die Familie nach Berlin-Hermsdorf, wo ihr Vater eine Drogerie in der Hennigsdorfer Straße 12 betrieb. Er war wirtschaftlich erfolgreich, so erwarb er das Grundstück auf dem sich die Drogerie befand und ein Grundstück in Zehlendorf, Am Fuchspaß 22. Dort setzte er sich als Rentner zur Ruhe. Ihr Bruder Alfred emigrierte unter dem Naziregime nach Australien, Emilie blieb bei den Eltern. Sie mussten noch in die Neue Friedrichstraße 77 ziehen. Am 31. Juli 1942 wurden Auguste Segall und ihr Mann nach Theresienstadt deportiert, beide starben kurz darauf. Emilie musste wahrscheinlich Zwangsarbeit leisten, sie wurde im Rahmen der Fabrikaktion am 3. März 1943 in das KZ Auschwitz deportiert. Ihr Todesdatum ist unbekannt. |
|      | Margarethe Silbermann       | Eisvogelweg 5              |      | 24. Mai 2014  | Margarethe Silbermann kam am 8. Mai 1888 in Berlin als Tochter des Buchhalters Abraham Silbermann und seiner Frau Pauline geborene Kohn zur Welt. Sie blieb ledig und wohnte bei der Volkszählung 1939 bei Carl Loewensohn im Eisvogelweg 5. Sie musste 1939 ausziehen und in die Pfalzburger Straße 26 zu Mendelssohn ziehen, danach in den Wedding ins Jüdische Altersheim Iranische Straße 3. Von dort wurde sie am 14. Juli 1942 nach Theresienstadt deportiert. Am 29. März 1943 wurde sie ermordet. |
|      | Fritz Singer                | Karl-Hofer-Straße 35       |      | 19. Juni 2018 | Fritz Singer kam am 8. Februar 1887 in Prag als Sohn des Bernard Singer und seiner Frau Anna geborene Wiess zur Welt. Seine Geschwister waren Ellen, Carl Isedor (1882), Ernst (1891) und Siegfried. Er zog nach Berlin und heiratete Rosalie Bormann, die Tochter Marion kam am 20. September 1922 zur Welt. Weil Fritz Singer die türkische Staatsangehörigkeit hatte, erwarben seine Frau und seine Tochter diese ebenfalls. Die Familie lebte in der Flensburger Straße 35 in Zehlendorf (heute Karl-Hofer-Straße 35). Fritz Singer betrieb in der Lutherstraße in Wilmersdorf eine Buchdruckerei. Die Familie unternahm häufig Reisen. Infolge der zunehmenden Repressionen arbeitete Fritz Singer als Vertreter. Am 26. Oktober 1943 wurde Fritz Singer mit seiner Frau und seiner Tochter verhaftet und in das Sammellager in der Großen Hamburger Straße verbracht. Am 26. Oktober 1943 wurden seine Frau Rosalie und die Tochter Marion in das KZ Ravensbrück mit einem Sondertransport ausländischer Juden gebracht. Fritz Singer wurde am 27. Oktober 1943 in das KZ Buchenwald gebracht, in seinem Judenstern war das Kürzel Tü angebracht als Hinweis auf seine Staatsangehörigkeit. Am 17. März 1945 wurde auf seiner Krankenkarte eingetragen, dass er wegen Herzschwäche fünf Tage Schonung erhalten solle. Da lebte er noch, als die Amerikaner drei Wochen später das KZ Buchenwald befreiten, war er schon tot. |
|      | Marion Singer               | Karl-Hofer-Straße 35       |      | 19. Juni 2018 | Marion Singer kam am 20. September 1922 in Berlin als Tochter des Fritz Singer und seiner Frau Rosalie geborene Bormann. Ihr Vater hatte die türkische Staatsangehörigkeit, so dass Marion und ihre Mutter diese ebenfalls besaßen. Die Familie lebte meist in Zehlendorf, ihr Vater betrieb zunächst eine kleine Druckerei, später war er als Vertreter tätig. Marion besuchte 1937 die zweite Klasse einer Mittelschule. Am 26. Oktober 1943 wurden Marion und ihre Eltern verhaftet und in das Sammellager in der Großen Hamburger Straße verbracht. Am 26. Oktober 1943 wurden Marion und ihre Mutter in das KZ Ravensbrück mit einem Sondertransport ausländischer Juden gebracht. Ihr Vater wurde am 27. Oktober 1943 in das KZ Buchenwald gebracht. Das Todesdatum von Marion und ihrer Mutter ist nicht bekannt, ihr Vater starb nach dem 17. März 1945, kurz bevor die Amerikaner das KZ befreiten. |
|      | Rosalie Singer              | Karl-Hofer-Straße 35       |      | 19. Juni 2018 | Rosalie Bormann kam am 9. März 1887 in Lodz in einer jüdischen Familie zur Welt. Ihre Eltern waren wohlhabend, so konnte Rosalie studieren und ein Lehrerinnen-Diplom als Sprachlehrerin ablegen. Sie heiratete Fritz Singer und lebte mit ihm in Berlin, 1922 kam die Tochter Marion zur Welt. Ihr Mann betrieb eine kleine Druckerei. Die Familie unternahm häufig Reisen. Unter der Naziherrschaft musste ihr Mann als Vertreter arbeiten. 1939 lebte die Familie in Zehlendorf in der Flensburger Straße 35 (heute Karl-Hofer-Straße). Am 26. Oktober 1943 wurden Rosalie Singer mit ihrem Mann und ihrer Tochter verhaftet und in das Sammellager in der Großen Hamburger Straße verbracht. Am 26. Oktober 1943 wurden Rosalie und die Tochter Marion in das KZ Ravensbrück mit einem Sondertransport ausländischer Juden gebracht. Fritz Singer wurde am 27. Oktober 1943 in das KZ Buchenwald gebracht, er starb dort nach dem 17. März 1945, nur kurze Zeit vor der Befreiung des KZ Buchenwald durch die Amerikaner. Das Todesdatum von Rosalie und Marion Singer ist unbekannt. |
|      | Horst Spieler               | Claszeile 57               |      | 29. März 2017 | Horst Spieler kam am 14. November 1930 in Berlin-Buchholz als Sohn des jüdischen Steindruckers Siegmund Spieler und seiner nichtjüdischen Frau Charlotte geborene Wölms zur Welt. Er wurde evangelisch getauft. Sein Vater floh aus politischen Gründen 1934 in die Tschechoslowakei und war seitdem verschollen. Seine Mutter arbeitete als Verkäuferin bei Hertie am Halleschen Tor. Horst soll 1940 kriminalpolizeilich aufgefallen sein, so dass er in das „Kinderheim Borgsdorf“ eingewiesen wurde. Von März 1941 bis Ende 1942 lebte er wieder bei seiner Mutter ohne Beanstandungen. 1943 wurde er wieder wechselnd im „Haus Kinderschutz“ und im „Grünen Haus“ in Tegel untergebracht, Horst lief jedoch immer wieder weg. Ein Bericht aus dem „Haus Kinderschutz“ war durchaus positiv. Im Februar 1944 wurde er in einem Erziehungsheim in Ostpreußen untergebracht und am 23./24. März 1944 kam er in die Tötungsanstalt Hadamar. Am 11. April 1944 wurde Horst Spieler im Rahmen des Euthanasieprogrammes ermordet. Offizielle Todesursache war Darmgrippe und Herzschwäche. |
|      | Irene Spur                  | Riemeisterstraße 170       |      | 5. Mai 2024   | |
|      | Hannelore Strauss           | Hermannstraße 11A          |      | 17. Feb. 2023 | Hannelore Strauss kam am 6. Oktober 1926 in München als Tochter des Kaufmanns Wolf Strauss und seiner Frau Emmy geborene Mosbacher zur Welt. Sie hatte eine Schwester Inge Regine, die am 8. Mai 1928 in München geboren war. Ihr Vater besaß mit einem Verwandten zwei Schuhgeschäfte namens Union, eins in der Dachauer Straße und eins in der Sendlinger Straße. Hannelore wurde Ostern 1933 in München eingeschult. Die Ehe der Eltern wurde geschieden. 1939 lebte die Mutter Emmy bei ihren Eltern und ihrem Bruder in Bamberg, die Schwestern im Kinderheim Kapellner in Berlin-Zehlendorf in der Hermannstraße 11 und der Vater Wolf Strauss in München in der Adelgundenstraße 19. Später zog die Mutter Emmy nach Berlin und wohnte als Untermieterin in der Freiligrathstraße 7 bei Salingré in Kreuzberg. Hannelore besuchte ab 6. Februar 1941 die Klasse 7, bis sie mit ihrer Schwester Inge nach München fuhr. Von dort wurden die Schwestern mit ihrem Vater am 20. November 1941 mit dem ersten Deportationszug von München nach Kowno deportiert. Dort wurden alle Personen des Transports im Fort IX erschossen. Die Mutter Emmy Strauss starb am 18. Februar 1942 in Berlin im Jüdischen Krankenhaus an „Zuckerkrankheit, Gehirnblutung“. |
|      | Friedrich Treumann          | Stubenrauchstraße 40       |      | 1. Sep. 2022  | Friedrich Treumann kam am 27. Juli 1888 in Berlin als Sohn des Kaufmanns Max Treumann und seiner Frau Bertha geborene Rosenthal zur Welt. Er kämpfte im Ersten Weltkrieg, erhielt einen Kopfschuss und erlitt dadurch epileptiforme Anfälle. Er wurde Polizeiobersekretär. 1924 heiratete er die Prokuristin Johanna Elisabeth Flora Krüger, die am 31. Januar 1879 in Berlin zur Welt gekommen war. Sie arbeitete als Prokuristin bei der Fa. A. Seydel & Co., Berlin SW 68, Alte Jakobstraße 156–157, bis sie am 28. März 1944 einen natürlichen Tod starb. Friedrich Treumann wurde als Jude als Polizeiobersekretär außer Dienst gestellt. Ebenfalls am 28. März 1944 nahm sich Friedrich Treumann durch Einnahme von Luminal-Tabletten das Leben. |
|      | Rosa Wegner                 | Hochsitzweg 17             | Lage | 25. Sep. 2006 | Rosa Schleich kam am 2. Februar 1873 in Driesen/Brandenburg als Tochter des Max Schleich und seiner Frau Therese geborene Sprenger zur Welt. Sie heiratete 1899 in Berlin den Kaufmann Josef Wegner, die Ehe wurde 1907 geschieden. Rosa Wegner führte in der Mommsenstraße 42 in Charlottenburg ein Geschäft für koschere Wurstwaren, ff. Aufschnitt und Delikatessen bis 1937. Bei der Volkszählung 1939 lebte sie in Zehlendorf im Hochsitzweg 17. Sie musste noch umziehen in die Bregenzer Straße 1/2, von dort wurde sie am 17. Juli 1942 nach Theresienstadt deportiert und am 19. September 1942 in das Vernichtungslager Treblinka, wo sie vermutlich sofort ermordet wurde. |
|      | Caecilie Weiss              | Kleiststraße 12            | Lage | März 2009     | Caecilie Goldstein kam am 6. September 1863 in Danzig als Tochter des Liebermann Goldstein und seiner Frau Johanna geborene Sternfeld zur Welt. Ihre Geschwister waren Marcus (1865) und Rosa (1870). Caecilie heiratete 1889 den Kaufmann Isidor (Julius) Weiss. 1890 wurde in Berlin der Sohn Siegfried Salomon geboren, sie soll noch sechs weitere Kinder gehabt haben. Ihr Mann kaufte ein Haus in Schlachtensee, Kleiststraße 12, in dem Caecilie mit ihrer Familie seit Anfang des Jahrhunderts lebte. 1921 wurde das Haus verkauft und die Familie zog aus. Ihr Sohn Siegfried hatte Jura studiert, war promoviert worden und hatte im Ersten Weltkrieg gekämpft. Er heiratete die nichtjüdische Emmy Krause, die Kinder wurden geboren: 1923 Emmeline und 1925 Elisabeth. Seit 1926 lebte Siegfried Weiss mit seiner Familie in Friedenau, Moselstraße 10. Nach dem Tod ihres Mannes zog Caecilie Weiss zu ihrem Sohn. Sie musste noch in die Martin-Luther-Straße 55 ziehen, von dort wurde Caecilie Weiss am 22. September 1942 nach Theresienstadt deportiert, wo sie keine drei Monate später am 7. Dezember 1942 ermordet wurde. Die Todesursache war offiziell „Darmkatarrh“. |
|      | Hans Peter Widetzky         | Claszeile 57               |      | 29. März 2017 | Hans-Peter Widetzky kam am 29. Januar 1934 in Berlin als Sohn des jüdischen Musikers Walter Widetzky und seiner nichtjüdischen Frau Erika geborene Schlittermann zur Welt. Seine Schwestern waren Ingeborg (11. Juni 1932) und Monika (29. Juli 1938). Die Ehe seiner Eltern wurde 1939 geschieden. Hans-Peter besuchte die Volksschule und eine jüdische Privatschule bis zur zweiten Klasse. 1939 kam Hans-Peter in ein Waisen- und in ein Kinderheim, danach in den neuen Haushalt seines Vaters. Dieser hatte ein zweites Mal geheiratet: die jüdische Krankenschwester Ilse Gervais, zwei Kinder wurden geboren: Tana am 5. November 1939 und Bela am 31. März 1941. Im August 1942 wurde für Hans-Peter vorläufige Fürsorgeerziehung angeordnet. Seine Stiefmutter Ilse wurde nicht ihm fertig, sein Vater leistete Zwangsarbeit und seine leibliche Mutter soll zur Erziehung nicht geeignet gewesen sein. Dennoch waren Hans-Peters schulische Leistungen gut. Im Juli 1942 wurde Hans-Peter Widetzky angezeigt, weil er auf der Straße ein „deutschblütiges“ Kind angespuckt hatte und gesagt hatte: „die Juden gewinnen den Krieg“. Am 17. August 1942 kam Hans-Peter erstmals in das „Haus Kinderschutz“ in Zehlendorf und vom 3. Dezember 1942 bis 22. Juni 1943 in das Erziehungsheim „Grünes Haus“ in Berlin-Tegel, von dort bis Ende Januar 1944 wieder ins „Haus Kinderschutz“, dann für sechs Wochen in ein Erziehungsheim in Ostpreußen. Am 20. März 1944 kam er wieder ins „Haus Kinderschutz“ und wurde am 23. März 1944 in die Tötungsanstalt Hadamar überstellt. Am 24. März 1944 wurde er dort im Rahmen des Euthanasieprogrammes ermordet. Die offizielle Todesursache war „Pneumonie, Fieber und Herzschwäche“. Sein Vater, seine Stiefmutter Ilse und seine Halbgeschwister Tana und Bela wurden im KZ Auschwitz ermordet, seine leibliche Mutter starb 1946, seine Schwestern Ingeborg und Monika wurden als Waisen von den USA aufgenommen. |
|      | Julius Wordelmann           | Berliner Straße 71         | Lage | März 2008     | Julius Wordelmann kam am 16. September 1885 in Ruthenberg/Westpreußen als Sohn des Schmiedes Johann Wordelmann und seiner Frau Berta geborene Wend zur Welt. Er arbeitete meistens im Hotelgewerbe, so war er Kantinenwirt und Hotelportier. 1911 heiratete er die Garderobiere Anastasia Theophile Szymanski. 1920 trat er in die KPD ein, seit 1933 lebte er illegal. 1934 wurde er verhaftet und wegen Vorbereitung zum Hochverrat zu eineinhalb Jahren Freiheitsstrafe verurteilt. Nach seiner Entlassung zog er in die Tschechoslowakei, wurde 1939 verhaftet und für 10 Monate in Schutzhaft genommen. Seine Frau war inzwischen gestorben, auch war ihm die deutsche Staatsangehörigkeit entzogen worden. 1943 kam er in Kontakt mit der Gruppe um Anton Saefkow, die im Widerstand tätig war und für die er Hilfsdienste leistete wie Lebensmitteltransporte und das Verteilen von Flugblättern. Am 12. August 1944 wurde Julius Wordelmann verhaftet, am 18. Januar 1945 vom Volksgerichtshof verurteilt und am 26. Februar 1945 im Zuchthaus Brandenburg-Görden hingerichtet. |
|      | Sindel Zimet                | Am Wieselbau 26            |      | 27. Mai 2013  | Sindel Zimet kam am 20. Februar 1879 in Kurnik/Posen in einer jüdischen Familie zur Welt. Er heiratete Rosalie Kaufmann, die Tochter Elsa wurde am 19. April 1908 in Essen geboren. Elsa heiratete den Ingenieur Karl Herzberg und wohnte mit ihm im Haus ihres Schwiegervaters Berthold Herzberg in Zehlendorf, Am Wieselbau 26. In dieses Haus zog auch Sindel Zimet mit seiner Frau Rosalie. Nach 1938 mussten sie dort ausziehen, Sindel Zimet zog mit seiner Frau nach Friedenau in die Handjerystraße 84. Am 8. Februar 1943 starb seine Frau, Sindel Zimet wurde am 19. Februar 1943 in das KZ Auschwitz deportiert und dort ermordet. |